# ウルトラマンレオの登場怪獣
- ウルトラマンレオ > ウルトラマンレオの登場怪獣
- ウルトラ怪獣一覧 > ウルトラマンレオの登場怪獣

ウルトラマンレオの登場怪獣（ウルトラマンレオのとうじょうかいじゅう）は、特撮テレビドラマ『ウルトラマンレオ』に登場する架空の怪獣、宇宙人、ロボット、円盤生物、その他の生物の一覧である。 なお、並び順は登場話数順。
一部の星人は、等身大と巨大化時でデザインが大きく異なる場合があるが、これは『レオ』の企画意図の表れで、放送当時のカラテブームやスポ根ブームを意識し、『レオ』の主人公であるおおとりゲンと等身大の敵宇宙人による本編パートのアクションを見せ場としたものとなっている。また、第17話までは狂乱物価やオイルショック、終末ブームなど経済的成長の陰りが見えてきた世情が反映されていると思われ、1980年以前の日本ではほとんど例がなかった通り魔のような犯行に走る宇宙人が続出した。

## サーベル暴君 マグマ星人
第1話「セブンが死ぬ時！ 東京は沈没する！」、第2話「大沈没！ 日本列島最後の日」に登場。
宇宙の星々を荒らし回る残忍で好戦的な宇宙の悪魔。配下の双子怪獣のブラックギラスやレッドギラスと共に、ウルトラマンレオの故郷の獅子座L77星を滅ぼした実力者でもある。ただし、単独での戦闘能力はそれほど高くなく、実戦経験がまだ浅いころのレオに圧倒される程度であるため、双子怪獣が優勢になった時にしか参戦しない。戦闘時にはマントを羽織り、武器は右手に装着する刃渡り25メートルのパタ状のサーベル、左手に装着するフック状の鉤爪、そしてサーベルの先端から発射する怪光線で、逃亡時は黄色い煙幕を噴射する。また、稲妻とともに瞬間移動能力で空中から出現する。サーベルビームはウルトラセブンとの初戦でレオに撃つと見せかけてセブンに命中させており、先の双子怪獣によるダメージとこのサーベルビームのダメージによって倒されたセブンは、モロボシ・ダンの姿でしかいられなくなっている。
レオとは3度も交戦し、1度目は3対1の連携攻撃でセブンをあと一歩まで追い詰めるもレオの登場で形勢不利になり、加勢させようとした双子怪獣もセブンに取り押さえられたため、レオにはまったく太刀打ちできずに逃亡する。2度目は双子怪獣に加勢してレオを窮地に追い込むが、ダンのウルトラ念力で身動きが取れなくなり、逃亡する。3度目は双子怪獣が倒されたのを見て、逃亡する。
- スーツアクター：浦上嘉久（ノンクレジット）[11]
  - 浦上の目と口元が露出しており、口元は銀色の塗料で塗られている。それを活かし、ブラックギラスとレッドギラスを呼ぶ時には指笛を吹くほか、劇中でしゃべらないにもかかわらずこの口元のおかげで表情が豊かになっている。
  - 海面の特撮に大量の水を使っているため、口元の塗料が剥げて浦上の肌が露出しかけている場面もあるが、この構造のおかげで彼はレオ役の二家本辰巳（現：二家本辰己）とは違い、スーツ内の水没による窒息の危機（詳細は二家本辰己#『ウルトラマンレオ』での逸話を参照）に遭わなかった。
- デザインは大澤哲三が担当した[出典 6]。
- 当時の裏設定ではババルウ星人の部下とされており（そのためか、両者の胸には似た勲章がある）、ババルウ星人の命令で地球侵略に乗りだし、自身の敗退後はツルク星人やカーリー星人などの宇宙人を通り魔として地球に派遣したとされている。また、ブラック指令ともつながりがあったとされており、『心にウルトラマンレオ』での解説によれば、侵略者としての地位はブラック指令の方が上と解説されている[15]。
- 雑誌などで公開された裏設定では、L77星を滅亡させた後にレオの弟のアストラを捕えており、その際に彼の左太腿に装着した鎖付きの足枷「マグマチックチェーン」はウルトラマンキングの超能力も受け付けず、その後も外せないままとなっている[16]。『新ウルトラマン列伝』第14話では、ウルトラマンゼロがアストラを紹介する際に「左足のマグマチェーンはマグマ星人に捕まっていた時の名残だ」と説明している。

### サーベル暴君 マグマ星人（再登場）
第30話「怪獣の恩返し」に登場。
宇宙で一番美しいと言われている宇宙鶴ローランに求婚するも嫌がられたため、無理やり妻にしようと襲っていたところをゲンのマッキー3号に妨害され、退散する。姿を消したローランの反応を追い、ローランの羽を使って作られた風車を持つ子供を襲うが、MAC隊員との戦闘を経て再度退散する。最後は宇宙へ帰ろうとするローランを再度襲い、嫌がられた果てに殺そうとしたところ、レオに妨害されて投げられた巨大な風車が胸に突き刺さり、絶命する。
今回の武器は前回と同じ物に加えて腕からニードルを飛ばす攻撃も備え、子供を襲う際には人間と同サイズでも活動する。前回同様に格闘が得意ではないうえ、レオが数々の怪獣や星人との戦いで鍛えられていたため、まったく太刀打ちできなかった。
- 劇中のゲン（レオ）の台詞には「あいつは両親の敵なんだ」という部分があり、書籍でも同一個体と扱って「再登場」と表記しているものがあるが[17]、書籍によっては他の怪獣や星人に倣い、「二代目」と表記している物も多い[出典 9]。書籍『ウルトラマン大辞典』では、同一人物かどうかは不明としている[6]。
- 初登場時と異なり、口元が新規造形のマスクで覆われ、目の覗き部分のサイズが小さくなっている[14]。このスーツは後に、ババルウ星人へ改造される[13]。
- 『新ウルトラマン列伝』第48話ではこの時の行動をダークネスファイブ（メフィラス星人 魔導のスライ、テンペラー星人 極悪のヴィラニアス、グローザ星系人 氷結のグロッケン、デスレ星雲人 炎上のデスローグ）から紹介され、酷評されている。

## 双子怪獣 ブラックギラス
第1話「セブンが死ぬ時！ 東京は沈没する！」、第2話「大沈没！ 日本列島最後の日」に登場。
マグマ星人と共にレオの故郷獅子座L77星を滅ぼした怪獣で、レッドギラスの兄。武器は角から出す赤色破壊光線・青色ショック光線と、レッドギラスと抱きついて回転する攻撃ギラススピン。ギラススピンは近寄るものも跳ね除け、さらにはセブンのアイスラッガーも跳ね返すほどの威力を有する。また、回転中は角から出す光線の威力が倍増する。さらに海面に放つことで大津波を起こす津波発生光線を角から出す。
マグマ星人やレッドギラスと共に地球に襲来し、レッドギラスと協力してウルトラセブンをいたぶったうえ、右足の骨を捻じ曲げて粉砕する。これにより、モロボシ・ダン（=セブン）は杖なしに歩けなくなる。レオと3度対戦した。
1度目では、突如現れたレオに太刀打ちできず、マグマ星人に指笛で加勢の指示を受けるもセブンにレッドギラスと共に取り押さえられ、最後まで加勢できなかったがマグマ星人の光線でセブンが退けられたことにより、逃亡に成功した。
2戦目では、マグマ星人やレッドギラスと共にレオを窮地に追い込むが、ダンのウルトラ念力で自由を奪われたうえにレオに角を切られ、逃亡した。この時、レッドギラスも角を切られたが、3度目の対戦では共に新たな角が生えて元の姿となった。
3度目では、ギラススピンを駆使してレオを活動不能寸前まで追い込むが、レオのきりもみキックによってレッドギラス共々、首を刎ねられてついに絶命し、亡骸はレッドギラスと共に海に沈んだ。
- デザインは大澤哲三[13]。デザイン画は2021年現在では未発見だが、形状が同じであることから書籍によっては簡単な指示によって色替えが行われたものと推測されており、レッドギラスにあった後頭部から尻尾まで並ぶヒレ状の突起物がオミットされている[14]。
- ウルトラマンレオのスーツアクターを担当した二家本辰巳は、第1話当初は双子怪獣のどちらかを演じていたと証言している[28]。
- 放送当時『小学二年生』に連載された内山まもるによる漫画版では、レッドギラスをレオが倒した直後に出現。マグマ星人と挟撃してレオを殺そうと迫るが、MACの介入を受けて一時撤退する。翌日、都心に出現してマグマ星人と共にビル街を破壊していくが、レオが猛特訓の末に会得した五回転キックによって突撃をかわされた結果、マグマ星人のサーベルに咽頭を突き破られて絶命する。同じく『小学三年生』では、テレビ版とは異なり特訓なしのレオのきりもみキックでレッドギラス共々倒された。
- 双子怪獣の起こした大津波により、伊豆諸島南端の黒潮島（架空の島）は沈められ、島民の大半が犠牲となる[29]。その後、島は奇跡的に再隆起したが住む人はおらず[29]、『ウルトラマンメビウス』第34話ではレオ=おおとりゲンが虚無僧の姿で訪れ、自身の未熟さゆえに救えなかった島民の霊を弔うシーンがある。テッペイもこのことに言及し、GUYSの保管するドキュメントMACにレッドギラス共々記録が残っていることも明かされている。
- 双子怪獣が東京や黒潮島を大津波で破壊するシーンの大半は新撮であるが、ごく一部（数カット）は『帰ってきたウルトラマン』第13話でシーゴラスが津波を起こすシーンから流用している。新撮分は、後に『恐竜探険隊ボーンフリー』と『恐竜大戦争アイゼンボーグ』の第1話、『ウルトラマン80』の後期オープニングタイトルバックに流用された。
- 映画『大怪獣バトル ウルトラ銀河伝説 THE MOVIE』では、ベリュドラの胴体を構成する怪獣の1体となっている[30]。

## 双子怪獣 レッドギラス
第1話「セブンが死ぬ時！ 東京は沈没する！」、第2話「大沈没！ 日本列島最後の日」に登場。
マグマ星人と共にレオの故郷L77星を滅ぼした怪獣で、ブラックギラスの弟。体色のほか、こちらには背中に並ぶ小さな背びれ状の突起という差異がある。武器は角から放つ赤色破壊光線・青色ショック光線と海面に放つことで大津波を起こす津波発生光線、そしてブラックギラスと抱き合っての回転攻撃ギラススピンである。ギラススピンは近寄るものを跳ね除け、セブンのアイスラッガーすら跳ね返す。また、回転中はレーザー光線の威力が倍増する。突如、地球に襲来してレオと3度対戦するも最終的にはレオのきりもみキックでブラックギラス共々首を切断され、敗れた。
- デザインは大澤哲三[13][14]。デザイン画では前傾姿勢で描かれており、頭頂部のツノは2本であった[14]。
- ウルトラマンレオのスーツアクターを担当した二家本辰巳は、第1話では当初双子怪獣のどちらかを演じていたと証言している[28]。
- 放送当時の『小学二年生』に連載された内山まもるによる漫画版では単独で登場し、ウルトラセブンを水流操作能力で上空に吹っ飛ばし、背中の角で太腿を突き刺して脚をへし折った。続いて現れたレオも同様に倒そうとするが、セブンの助言を耳にしたレオのきりもみキックで頭部と背中を強打し、返り討ちにされてしまった。この戦いの後、ダンはテレビ同様ウルトラアイが燃えてしまい、セブンに変身できなくなる。同じく『小学三年生』では、テレビ版とは異なり特に特訓することなく繰り出したレオのきりもみキックでブラックギラス共々倒された。

### その他の作品に登場するレッドギラス
- 映画『新世紀ウルトラマン伝説』にも登場。映像は本作品からの流用。
- 映画『大怪獣バトル ウルトラ銀河伝説 THE MOVIE』では、ベリュドラの胴体を構成する怪獣の1体となっている[30]。
- 漫画『ウルトラマンSTORY 0』には、ブラックギラスとレッドギラスの同族（グリーンギラス、イエローギラス、デスギラス）が登場する。

## 奇怪宇宙人 ツルク星人
第3話「涙よ さよなら…」、第4話「男と男の誓い」に登場。
宇宙の殺人鬼として知られ、ウルトラマンレオの抹殺と地球征服が目的。等身大時はスリムなヒューマノイド体型で、巨大化時は恐竜のような姿をしている。双方の形態に共通する特徴は両腕に備えた長大な刀で、その威力は等身大で出現した際に鈴木隊員を車のドアごと両断し、道路標識などを簡単に切り裂くほど強烈。一方、巨大化形態では容姿とは裏腹に動きが敏捷で、飛び蹴りなどの拳法技を得意としている。
深夜、街に現れて梅田兄妹の目の前で彼らの父を殺害し、梅田兄妹を一時引き取ろうとしたMACの鈴木隊員も殺害する。その後、レオの顔をかたどった宇宙金属製（ダンの分析で判明）の小さなレリーフを犯行現場にわざと捨てて立ち去り、レオを殺人犯に仕立てようとする。地上で警戒中のダンと遭遇した際に駆けつけたゲンと戦うが、ダンの機転に遭って一旦引き上げ、翌朝に巨大化して街に現れる。
巨大化形態での初戦では、特訓中で技が未完成のレオを撃退して重傷を負わせるが、ダンが操縦するマッキー3号の誘導で高圧線に衝突し、再び退却する。再戦では、高圧線から体内に蓄えた電気を逆用して両腕の刀から放出し、街の建物を溶解させる能力も身に付けていたが、両腕の刀による二段攻撃を破るべく特訓を重ねて再戦を挑んだレオに、太刀筋をすべて見切られる。最後は、レオの流れ斬りの技で両腕を切断されて蹴飛ばされ、倒れたところに落ちてきた両腕が胸に突き刺さり、刀の電流で絶命する。
- スーツアクター（等身大）：浦上嘉久（ノンクレジット）[33]
- デザインは巨大化時は大澤哲三[13][34]、等身大時は鈴木儀雄が担当した[34]。等身大時は『ウルトラマンレオ』の中で唯一の鈴木によるデザインとなっている[34]。等身大のデザイン画にあった両脇に広がる羽状のパーツは、造形でオミットされた[34]。
- 雑誌『ウルトラマンオフィシャルデータファイル』では、通り魔を行っていたのはマグマ星人の指示によるものだとされている[要ページ番号]。
- 特訓中のゲンをダンが叱咤する際の台詞「お前の涙で、この地球が救えるのか」は、後年の『ウルトラマンメビウス』第34話で特訓中のミライをゲンが叱咤する際にも用いられている[29]。

### その他の作品に登場するツルク星人
- 内山まもるの漫画版『ウルトラマンレオ』（小学館の学年別学習雑誌に掲載）
  - 『小学二年生』掲載分では、巨大なオートバイに搭乗して市街地を襲撃する「地獄の殺し屋集団」の異名を持つ「ツルクライダー隊」が登場。バイクからは猛毒を塗った銛を射出し、東京タワーを破壊。最終的にレオが奪い取ったバイクで火山に追い込まれ、火口に投げ込まれて全滅する。
  - 『小学三年生』掲載分では、地球人に変身してレオを小型機械による遠隔操作で操る。駆け付けたゾフィーのM87光線で機械を壊されると5人がかりでレオを襲おうとするも、レオには手も足も出ず叩きのめされ、敵わぬと見た首領格はゾフィーに「助けてくれよ、ウルトラ兄弟」と情けなく命乞いするも一蹴され、失意のうちに息絶えた。
    - 上記のいずれもテレビ版とは異なり、複数個体が登場する。
- 漫画『ウルトラマン超闘士激伝』では、ウルトラ戦士に勝ちたいと願う怪獣たちの1匹として登場し、ゴーデスに利用される。バランガスと合体し、「邪生鋼（エビルブレスト）戦士バランガ」となる。
- 書籍『ウルトラマンメビウス ARCHIVE DOCUMENT』に掲載された小説「守るための太刀」（作：赤星政尚）では、かつてツルク星人の大群がザムシャーと戦っていたことが語られる[35]。特技監督の原口智生は、『ウルトラマンメビウス』第16話にザムシャーにやられる役柄でツルク星人を登場させることを検討していた[36]。
- てれびくん版『ウルトラマンメビウス外伝 アーマードダークネス』では、アーマードダークネスを狙う宇宙人たちの1人として登場。鎧の兜パーツを身に着けてウルトラ兄弟を襲うが、逆に鎧に吸収される。
- 映画『大怪獣バトル ウルトラ銀河伝説 THE MOVIE』では、百体怪獣ベリュドラの右腕を構成する怪獣の1体となっている[30]。

## 凶剣怪獣 カネドラス
第5話「泣くな！ おまえは男の子」に登場。
メタルニア星より飛来した怪獣。先端が二股に分かれた大きな一本角が特徴。武器は口から放射する高熱火炎と角。角をブーメランのように飛ばすドラスカッターと呼ばれる必殺技を持つ。
初戦でMACの攻撃に遭って退却するが、月の裏側でエネルギーを溜めて再襲来する。しかし、ダンが自分の考案をもとにスポーツセンターの大村に製作してもらった、一本角を模した特殊な機械でゲンに対カネドラス用の特訓をさせていたため、レオにドラスカッターを白刃取りされて投げ返され、両目を潰される。最後は、ハンドスライサーで縦真っ二つに両断されて絶命する。
- デザインは大澤哲三[39][13][34]。造形では頭が大きくなっている[34]。

## 暗闇宇宙人 カーリー星人
第6話「男だ！ 燃えろ！」に登場。
「宇宙の通り魔」とも呼ばれるカーリー星の夜行型の通り魔宇宙人。MACの警戒網を掻い潜って地球へ侵入し、主に若い女性を惨殺していく。武器は特徴でもある両肩に付いた反り返った大角で、これを相手に突き立てたり跳ね除けたりするほか、光線（レーザー光線）や電撃も発射可能である。また、あらゆる攻撃を跳ね返す硬い皮膚を持つが、眉間が弱点になっている。ツルク星人と同様、等身大時と巨大化時で姿・形が異なる。等身大時は宇宙人系の顔と体つき、巨大化時は怪獣のような顔つきと体となる。通り魔の目的は劇中では語られないが、人類を絶滅させることだとされる。
ゲンがMAC宇宙ステーションの白土隊員の婚約者・洋子を家まで送っている最中に出現して彼女に襲いかかったところをゲンに撃退され、巨大化して洋子を踏み殺したうえでレオと対峙し、撃退する。2度目の対決では、ゲンがダンのジープ特訓をクリアしたことから突進攻撃を避けられ、最後はレオのバックチョップで折られた両肩の角を急所である眉間に突き刺され、絶命する。
- デザインは大澤哲三[13]。書籍によっては巨大化時のデザインは見つかっておらず、等身大時のデザインは不詳としている[34]。
- ビデオ作品『ウルトラ怪獣伝説』では、バルタン星人率いる怪獣軍団の一員として登場。角は『レオ』の登場個体よりも小さい。

## 植物怪獣 ケンドロス
第7話「美しい男の意地」に登場。
植物惑星のケンドロス星出身の宇宙怪獣で、花弁が鋭利なブーメラン（花弁ブーメラン）になる剣輪草という危険な植物をボディー上部に合体させて操り、攻撃を行う。その他にも指先からは弾丸を放ち、巨体を生かした体当たりで敵を粉砕する。
ケンドロスは先に剣輪草だけを地球に送り、成長したのを見計らってから地球に来襲し、仙台での破壊行為を経て東京に飛来する。剣輪草のないケンドロスはMACの戦闘部隊でも倒せるが、剣輪草を得た後の戦闘能力は凄まじく、戦闘部隊を短時間で全滅させ、レオをも一旦撃退する。その後、特訓を経たレオにブーメランをすべて弾き返されたうえ、ボディブーメランで剣輪草を破壊されて弱体化する。最後は体当たりでレオもろとも自爆を目論むが回避され、ビルに激突して爆発する。
- デザインは大澤哲三[13][34]。書籍によってはサボテンの類がモチーフと推測されている[34]。着ぐるみでは極端に頭部の位置が低くなっており、天辺の剣輪草がより際立つ配置となっている[34]。
- 映画『大怪獣バトル ウルトラ銀河伝説 THE MOVIE』では、ベリュドラの右腕を構成する怪獣の1体となっている[30]。

### 地獄花 剣輪草
ケンドロス星に繁殖する悪魔の花。幼草時こそ可憐だが、成長すると花弁が回転鋸の鋭さを帯びて空を飛び、さらにはケンドロスの口から放射されるエネルギーによって巨大化し、その花弁の個々が硬質化してあらゆるものを切断する強力なブーメランとなる。

## 暴れん坊怪獣 ベキラ
第8話「必殺！ 怪獣仕掛人」に登場。
突如、地下から東京都心に現われた怪獣。円らな瞳でどことなく愛嬌のある容姿だが、それとは裏腹に破壊活動そのものに快感を覚える凶暴な性格である。武器は口から放射する4千度の花火状の熱線。体はMACのマッキーが撃つレーザー光線でもダメージを与えられず、レオのエネルギー光球にも耐える頑強な皮膚を持つが、背中が唯一の急所になっているため、背後からの攻撃には弱い。最後はレオ2段蹴りを弱点の背中に受け、爆死する。
- デザインは大澤哲三[34]。指示書きでは「鉄壁のような胸」というものであったが、造形ではあまり硬質に表現されていない[34]。
- 1988年の帯番組『ウルトラ怪獣大百科』や一部の書籍[要文献特定詳細情報]では「MACの厳重な警戒網を突破して地球に侵入した宇宙怪獣」と解説されている。
- 映画『大怪獣バトル ウルトラ銀河伝説 THE MOVIE』では百体怪獣ベリュドラの胴体を構成する怪獣の1体となっている[30]。

## 宇宙星獣 ギロ星獣
第9話「宇宙にかける友情の橋」に登場。
人間並の知能を持ち、地球に住もうとギロ星から流れ着いた宇宙の追放者である怪獣。技は頭部の2本の触角から放射する白い泡で、相手を固めて動けなくするが、この触角は弱点でもあり、折られると力が弱まる。
遊園地の怪獣ショーに紛れ込んでいた時にトオルと出会い、友達になる。お菓子やアイスクリームを好むなどのおとなしさを見せるが、正体を見破ったゲンに車で追い回されて巨大化した後はレオと交戦し、トオルを連れ去ったまま瞬間移動で姿を消す。その後、MAC（特に、トオルはギロ星獣に催眠術で騙されていると考えたダン）からは危険な怪獣として追われ、再び巨大化してレオやMACと交戦する。最後はレオのクロスチョップで触角を折られ、自らの泡にまみれて絶命するが、トオルの願いを聞き入れたレオのリライブ光線によって蘇生し、トオルと握手を交わした後、レオによって宇宙へ送り帰された。
- デザインは大澤哲三[39][34]。頭部は等身大時のものが別途で描かれており、造形でも頭部を交換することで表現している[34]。
- スーツアクター（等身大）：二家本辰巳[28]
- オープニングのテロップでは「宇宙星獣 ギロ」と表記されている。資料によってはこちらに準じているもの[出典 35]や、「宇宙星獣 ギロ（ギロ星獣）」[45]と記述しているものもある。
- 本当に善良な怪獣だったのかについては劇中で明示されていないが、1988年の帯番組『ウルトラ怪獣大百科』では、「トオルに催眠術をかけ、ボディーガード兼人質として連れ回した」などと、悪質な怪獣のように解説されている。
- 『ウルトラ怪獣攻撃技大図鑑』では、泡攻撃は「ウォームシャワー」と名づけられた。
- 内山まもるの漫画版では、マグマ星人に操られる怪獣として登場。
- 映画『大怪獣バトル ウルトラ銀河伝説 THE MOVIE』では、百体怪獣ベリュドラの胴体を構成する怪獣の1体として造型参考用の指示書に記述されていたが、最終的なリストには記述されていない[30]。

## さすらい怪獣 ロン
第10話「かなしみのさすらい怪獣」に登場。
レオがL77星でペットにしていた怪獣。L77星の崩壊後はレオと離れ離れになり、宇宙をさまよっているうちに巨大化した結果、性格も荒んで狂暴化する。地球に来襲して吸収した地底のマグマをエネルギーに変えてマッキー2号を撃墜するなど、暴れ回る。口と尾から8千度の高熱火炎、目と尾から白色光線を発する。レオのことは覚えていたが、戦闘では降参すると見せかけて反撃するという戦法を用いる。最後は改心し、レオの縮小光線で鎮静化されて元の姿に戻り、宇宙へ帰される。
- デザインは木目憲悟[34]。当初は四つ足怪獣としてデザインされ、別途で指示書きで「立ち上がり可能」と書かれた線画の立ち姿が描かれていた[34]。
- 第10話終盤には、ロンという名の犬がカオルに与えられるが、関係は作中では描写されていない。
- ロンの種族は、L77星では牧場を荒らすモグラ（のような生物）を退治するためにL77星人が家畜化していたという設定がある[49]。

### その他の作品に登場するロン
- 映画『大怪獣バトル ウルトラ銀河伝説 THE MOVIE』では、ベリュドラの胴体を構成する怪獣の1体となっている[30]。
- 『ウルトラゾーン』第9話のミニコーナー「怪獣ことわざ」では、「ロンよりな証拠」ということわざが紹介されている[50]。
- 漫画『酩酊!怪獣酒場』では、怪獣酒場の客として登場する。人間のアルバイトに対する怪獣のアルバイトの態度をパワハラと認識し、注意しようとする。
- 漫画『ウルトラマンSTORY 0』では、L77星が滅びる前にレオたちと平和に暮らしていたころのロンが登場する。犬に似た姿で、背中の一部が鱗状になっていた。レオは猟犬代わりに使っていた。

## 怪異宇宙人 ケットル星人
第11話「泥まみれ男ひとり」に登場。
等身大・巨大時で姿が異なるが、巨大化しても大きな差異が見られず、共通点を多く残している。石突から弾丸を放つマシンガンとしての能力を兼ね備えた万能槍アトミックランスを、武器としている。身体能力は地球人を大きく上回り、青島・赤石・平山・ゲンのMAC隊員4名を相手にしても優位に戦い、鉄パイプまでも簡単に曲げるほどの怪力と素早さを併せ持つ。その怪力でボクシングヘビー級チャンピオンであるマイティ松本を軽々と持ち上げて壁にぶつけて殺害したうえ、後日には彼の妻も撲殺する。身軽でジャンプ力に優れているが、着地の際に生じる隙が弱点であり、それをレオに突かれてレオキックを背中に受け、爆死する。
- デザインは巨大化時は大澤哲三、等身大時は不詳[34][注釈 16]。
- オープニングでは「怪異宇宙人ケットル」とクレジットされていた。書籍『ウルトラマン大辞典』ではこちらに準じている[43]。
- 書籍などの設定では、宇宙有数の長寿であるが老衰で種族としての若さを失い、滅びゆくケットル星からやってきた宇宙人であり、推定年齢は20万歳[52]。ケットル星人に比べると若い種族である地球人を一方的に逆恨みし、無差別に殺害することが目的で飛来したとされている[出典 44]が、これらの設定は劇中では一切語られない。

### その他の作品に登場するケットル星人
- 『ウルトラマンフェスティバル2010』ライブステージ第2部では、ウルフェスミュージアムのシミュレーションルームにおいてホログラム宇宙人たちの1体として登場し、ウルトラマンゼロと戦う。
- よみうりランドで行われた『ウルトラマンゼロショー』では、サドラを率いてゼロと戦う。後半でもウルトラマンベリアルによってグドンやサドラと共に再生され、ウルトラマンジャックと戦う。
- 『ウルトラ怪獣散歩』では、第3シーズンの第5回・第6回に登場。『レオ』と同様、アトミックランスを所持している。声は飯塚悟志（東京03）。

### 『ウルトラマンボーイのウルころ』に登場するケットル星人
『ウルトラマンボーイのウルころ』の新撮にたびたび登場。
第152話「熱血指導だ！ エイティ先生の巻」、第153話「これがウルトラスピリッツだ！ の巻」に登場するヨーコちゃんと呼ばれる女のケットル星人と、第175話「めざせ！ オリンピックへの道の巻」、第225話「開幕！ ウルトラオリンピックの巻」、第230話「まちぶせ作戦だぞ！ の巻」、第240話「今度こそ！ 待ち伏せ作戦の巻」に登場する男性のケットル星人がいる。

### 『セブンガーファイト』に登場するケットル
『セブンガーファイト』第10話「獅子の瞳が輝く時！」に登場。
スフラン島に生息する個体が登場。アクマニヤ、オニオン、ボーズ、サタンビートルと共に、セブンガーに襲いかかる。武器は巨大槍アトミックランス。最後は、駆けつけたウルトラマンレオとセブンガーによって倒される。

## 風船怪獣 バンゴ
第12話「冒険野郎が来た！」に登場。
1億5千万年前から眠り続けていた古代の地底怪獣。普段はおとなしい性質で、人間の真似をしたりするひょうきんな一面があるものの、一度怒ると凄まじく狂暴になって手が付けられないという習性を持つ。「風船怪獣」という名前は、大きく呼吸すると腹部を風船のように膨らませることができることにちなむ。レオのビームランプ光線で足の裏を撃たれて動けなくなったところへ、レオブローで浮遊ガスを尻尾から吹き込まれ、宇宙へ飛んでいく。
- 内山まもるの漫画版では、マグマ星人に操られて登場。お化け屋敷に擬態してゲンと子供たちを体内に閉じ込める。そのため、ダンがウルトラの父から送られたエネルギーで1分間のみセブンに変身して対戦する。
- デザインは大澤哲三[13][34]。デザイン画では、尻尾の先は風船になっていた[13][34]。
- 映画『大怪獣バトル ウルトラ銀河伝説 THE MOVIE』では、百体怪獣ベリュドラの胴体を構成する怪獣の1体となっている[30]。

## 透明宇宙人 バイブ星人
第13話「大爆発！ 捨身の宇宙人ふたり」に登場。
オリオン座の馬の首星雲に存在するというバイブ星から襲来し、通り魔的な犯行を重ねる宇宙人。高い不気味な笑い声が特徴。ツルク星人やカーリー星人と同じく、等身大時はヒューマノイド形態だが、巨大化時は背中などに透明なヒレを有する怪獣そのものの容姿となり、容姿がまったく異なる。
肉体を左右に高速で回転・振動（等身大時の場合は前転、巨大化時の場合は直立回転）させて自身を透明化でき、その能力で姿を消したままゲンのマックナイフを奪って警官を刺殺するほか、ゲンの指紋が付着した鉄パイプで作業員を撲殺し、ゲンに殺人者の濡れ衣を二度も着せる。また、2000万カンデラの光を放ち、目潰しさせる。MACに見つかって囲まれるも透明術で姿を眩まし、他のMAC隊員をゲンの二の舞にしようとするが、ダンに術を見破られて退散し、まもなく巨大化して現れる。最後は、ダンが操縦するマッキー3号の体当たりで倒される。
- デザインは巨大化時は大澤哲三[13][34]、等身大時は不詳[34][注釈 16]。耳など各所のヒレ状のパーツには半透明の素材が用いられている[34]。
- レオとの直接対決は本編では描かれなかったが、『ウルトラ怪獣大百科』ではマッキーで口の中に突撃され、最後はレオに体当たりで倒されたように編集されている。

### その他の作品に登場するバイブ星人
- 『別冊コロコロコミック』に掲載されたてしろぎたかしの読切漫画『大怪獣バトル ULTRA MONSTERS ウルトラモンスターズ戦記』では、メフィラス星人が率いるチームの一員として登場。大きさは等身大だが、容姿は巨大化状態のもの。チームのメンバーは本来ならメフィラスのほか、レッドキングとガンQの3体だが、バイブ星人が陰の選手として透明化能力を使っての反則行為を働いており、これで彼らは今までのバトルで99連勝していた。カゲマル（バルタン星人）との対決でも透明化能力を利用して彼を動けなくさせるが、ガラポン（ガラモン）のガラダマ落としでレッドキングとガンQが倒された時に姿を現し、返り討ちにされる。
- 映画『大怪獣バトル ウルトラ銀河伝説 THE MOVIE』では、百体怪獣ベリュドラの胴体を構成する怪獣の1体となっている[30]。

## さそり怪獣 アンタレス
第14話「必殺拳！ 嵐を呼ぶ少年」に登場。
あらゆる存在に変身できるサソリと宇宙怪獣の合成体。高い知能を持つ格闘技の名人で、赤い煙と共に出没する。地球上では少年格闘家の姿となり、道場破りとして行動する。
火炎放射も可能な長い尾による攻撃が強力で、これを駆使してさまざまな敵と戦う。また、両手足についた切れ味の鋭いハサミや、両目から放つ光線も用いる。相手の両手を挟み、目からショック光線を放って相手の戦意を奪ってから尻尾の先のハサミに仕込んだ猛毒で相手を倒す戦法を得意とする。人間時でも見えない尻尾を駆使し、同様の技を使う。
初戦では、尻尾でレオを負傷させたところをダンの機転に遭って一時撤退した後、スポーツセンターに道場破りの少年として現れ、メンバーを散々に打ち負かすもののゲンとは入れ違いになる。その後、ゲンを指名しての対戦に敗れると再び巨大化してレオと対戦するが、特訓を重ねたレオの敵ではなく、レオキックスライサーで切断された自身の尻尾を投げつけられ、首を切断される。最後は頭部を抱えてレオのもとへ歩くものの、頭部が落下して爆発すると身体も爆散する。
- 出演（人間体）：川代家継
- デザインは大澤哲三[13][34]。書籍によってはデザインモチーフはハサミムシと推測されている[34]。その後、スーツはリットルに改造された[13][34]。
- 内山まもるの漫画版では、『小学二年生』連載分の第5話に登場。兄の仇であるレオを討つために単身勝負を挑む孤高の復讐者という設定になっており、人間体のみならず怪獣の姿でも喋る。アンタレスの兄はレオの友人であり、兄を殺した真犯人がマグマ星人であることが最終的に判明すると、マグマ星人を相手にレオと共闘する。マグマ星人の凶刃からレオを庇って致命傷を負ってしまうが、それでも最後の力でマグマ星人のサーベルをへし折り、レオに自身の非礼を詫びて絶命する。遺体は、レオによって宇宙空間に葬られた。
- 映画『大怪獣バトル ウルトラ銀河伝説 THE MOVIE』では、ベリュドラの胴体を構成する怪獣の1体となっている[30]。

## 分身宇宙人 フリップ星人
第15話「くらやみ殺法！ 闘魂の一撃」に登場。
突如、街中に出現した宇宙人。最大の特徴は宇宙忍法による分身能力で、4体の分身を作り出して相手を翻弄しつつ倒す戦法を得意とするが、実体は1体のみである。瞬間移動能力を持つ。集団行動を極端に嫌っており、各自が勝手に他星に侵入しては悪事を働いている。等身大時と巨大化時で容姿が多少変化する。
最初は等身大の姿でゲン、百子、百子の友人の津山を襲撃する。失明を経て心眼を会得している津山には分身殺法が通用せず撃退されるが、MACとの格闘戦では隊員1人を殺害する。レオとの戦いでは、序盤こそMACの援護や格闘能力の差で劣勢だったものの、分身殺法でレオを翻弄する。しかし、ダンの機転によって特殊な泡で目を封じられたレオの心眼で本体を見破られたことから、形成は再度逆転する。最後は、地面に叩きつけられて分身すらできなくなったところにエネルギー光球を受け、爆散する。
- デザインは大澤哲三（巨大化時）[出典 54]。等身大時は不詳としている書籍もある[13]が、木目の証言によって大澤によるものとしているものもある[34][1]。
- 声はバルタン星人のものの早回し。『ウルトラ怪獣大百科』では「ひょっとすると遠い親戚にあたるのかもしれない」と語られている。

### その他の作品に登場するフリップ星人
- 『てれびくん』版『ウルトラマンメビウス外伝 アーマードダークネス』では、アーマードダークネスを狙う宇宙人たちの1人として登場。巨大化時の容姿に鎧の下半身パーツを装着し、ウルトラ兄弟を攻撃する。
- 映画『大怪獣バトル ウルトラ銀河伝説 THE MOVIE』では、百体怪獣ベリュドラの右角を構成する怪獣の1体となっている[30]。

## 黒い花の星人 アトラー星人
第16話「真夜中に消えた女」に登場。
暗黒星雲内に存在する恐怖の星アトラー星からやってきた凶悪宇宙人。侵略した星の生命体を蝋人形化させて殺害するという猟奇的な手口から、「宇宙の蝋人形師」あるいは「蝋怪」の通り名で恐れられる。真空状態である死の星に生まれ育ったゆえ、空気のある惑星に侵入すると女性がすすり泣くような呼吸音を発するため、地球上では女性（黒い蘭の女）に変身し、犠牲者を求めて夜の街を徘徊する。最大の武器は胸に生えたランの黒い花で、そこから放つ蝋化光線によって団地はおろか町すら全滅させ、MACの一般隊員からも多くの殉職者を出し、ダンも自らが乗ったマッキー3号を撃墜される。さらには、以前に地球の近くまで接近したことがあり、出動した地球防衛隊を全滅させていることが、劇中でダンによって語られる。また、怪力の持ち主でもあり、格闘センスも高い。
一度はレオを敗退に追い込むが、胸の黒い花が弱点であることを見抜いたダンの集中砲火と、ゲンが搭乗したマッキー2号α号の体当たりを受けた後、間髪入れずに変身したレオのエネルギー光球を胸に受け、絶命する。
- 出演（黒い蘭の女）：星野ユリ
- デザインは大澤哲三[13][34]。造形では白髪が後頭部、普通の口が顔に追加され、胸板まで肩パーツが延長された[34]。
- オープニングには黒い花の星人 アトラーとクレジットされていた。

## 狼男 ウルフ星人
第17話「狼男の花嫁」に登場。
実在すら疑われていたウルフ星から訪れ、20歳以下の女性の生き血をエネルギー源とする、夜行型の宇宙人。「吸血宇宙人」と呼称され、太陽の光を嫌い、月を見ると巨大化して凶暴化するという習性を持つ。満月の夜に女性を襲って血を吸うが、ゲンに銃撃されて重傷を負い、猛の婚約者にして城南スポーツセンターに通っている女子体操選手・冴子に憑依する。女性たちから吸った血液の量が少なくなると、本性を現して女性を襲撃する。口にある2本の鋭い牙を武器とするほか、冴子への憑依によって獲得した「風車」という技により、自身を空中でプロペラの如く回転させる。最後はレッド手裏剣ビームで牙を折られてレオキックで倒され、冴子はレオマスクパワーによって蘇生する。
- デザインは巨大化時は木目憲悟、等身大時は不詳[34][注釈 16]。
- 等身大時と巨大化時では着ぐるみが異なり、等身大時の腕と脚は黒いタイツが剥き出しになっている。また、巨大化時の方が牙が長い。

## こうもり怪獣 バットン
第18話「吸血鬼！ こうもり少女」に登場。
生き血を求めて宇宙を荒らし回る宇宙生物で、高度な知能を備えている。大群で地球に押し寄せ、そのほとんどがMACによって撃墜されるが、生き残った個体が地球に侵入し、少女に変身して夜な夜な吸血行為を働く。吸血された被害者たちは、バットンの意のままに操られる。巨大化した後は耳から強力な破壊光線を放射するほか、鋭い2本の牙で噛み付き攻撃などを行うが、最後はレオのエネルギー光球で翼をもぎ取られ、吸血鬼と化した人々を元に戻すための血清を採られた後、レオキックで止めを刺される。
- デザインは大澤哲三[34]。擬人化したコウモリとしてデザインされている[34]。造形では襟周りの毛と両脇に広がる羽のボリュームが抑えられた[34]。
- 内山まもるの漫画版では、宇宙を漂流していた獅子座L77星人の生き残りを殺害し、彼らに化けて地球の街で暴れ回ってレオを困惑させるが、ウルトラ兄弟に正体を暴かれ、全員ともレオに倒される。

### こうもり少女
第18話「吸血鬼！ こうもり少女」に登場。
バットンが地球人の少女に化けた姿。夜な夜な吸血活動を行い、襲った被害者を意のままに操れる。
武器は牙と口から放射する毒の霧。毒の霧は、生物を窒息死させるほどの威力を持つ。百子、トオル、カオルから吸血するが、「子供の血は不味いわ…」と言って好みではない様子。
- 演：坂本智子

## 半魚人 ボーズ星人
第19話「よみがえる半魚人」に登場。
100年以上も前から北海道石狩地方の大狩川（架空の川）付近に潜伏していた宇宙人。土地に伝わる海坊主伝説を隠れ蓑にして、地球侵略のための準備を着々と進めていた。右腕が90メートルまで伸びるしなやかな鞭になっており、これで捕らえた相手を左の平手で叩き殺すという戦法を常套としている。
とある夜、自分を釣り上げた和男少年の父に棒で撲殺されて落雷で蘇生した後、復讐に出て彼と妻（和男の母）を殺害したうえ、和男をも殺害しようと追って漁師・横山の妻を殺害する。正体をMACに知られた後には巨大化して村を破壊し、駆けつけたマッキー2号を鞭で捕えて撃墜する。レオとの戦闘ではハンドスライサーで右腕の鞭を切断されたうえ、レオリフトで地面に頭から叩き付けられる。最後は、口から煙を吹いて首から下が白骨化してもなお戦おうとしたところで力尽き、爆散する。
- デザインは大澤哲三[34]。造形では首が設けられたことにより、頭部が胴体と地続きではなく独立した形となったため、顎下から両脇に連なるエラの意匠がやや判別しづらくなった[34]。

### 『セブンガーファイト』に登場するボーズ
『セブンガーファイト』第10話「獅子の瞳が輝く時！」に登場。
スフラン島に生息する個体が登場。アクマニヤ、オニオン、ケットル、サタンビートルと共に、セブンガーに襲いかかる。武器はムチのように長くて太い右腕。最後は、駆けつけたウルトラマンレオとセブンガーによって倒される。
- ちぎれた腕などを修理している[62]。

## 牡牛座怪獣 ドギュー
第20話「ふしぎな子熊座の少年」に登場。
弱い者いじめが好きな宇宙の嫌われ者怪獣。ボックの母を殺害し、将来ボックが大人になって敵討ちをしようとする前にボックも殺そうと、後を追って地球に侵入する。人間や動物を虐殺した後、ヒゲの大男に変身してその罪をボックに着せ、村人の猟師を扇動してボックを殺そうとするが、ダンに正体を見破られ、元の姿に戻って暴れる。怪力や鋭い爪でレオの視力を奪うが、ボックの母の形見である黒ユリを目に受け、自らも失明する。最後は、レオスパークで両足を切断されて倒される。
- 出演（人間体）：大前均
- デザインは大澤哲三[39][34]。デザインとしては、牛をモチーフとしていると思われるが、頭部の角のみにその特徴をとどめ、クマのような全身で怪獣然とした体躯で描かれた[34]。

## 小熊座人 ボック
第20話「ふしぎな子熊座の少年」に登場。
小熊座から来た宇宙人の子供。知能は容姿とほぼ同じで人間の少年程度。セブンとは旧知の仲。
母をドギューに殺され、隕石型宇宙船に乗って逃亡するが、ドギューの隕石型宇宙船の攻撃を受けて北海道に不時着し、人間の子供に変身して原生林の中で暮らしていた。そこで熊の母子と出会うが、その母子もドギューに殺される。悲しみの涙で母の形見の黒ユリを咲かせ、レオ逆転へのきっかけを作る。その後、地球には悲しい思い出が多すぎると、脚からロケットを噴射して自分の星へ帰る。
- 劇中で「人間の子供に化けた」と明言するので宇宙人としての姿があることになるが、正体を明かすシーンはない。
- 演：小山渚

## 殺し屋宇宙人 ノースサタン
第21話「北の果てに女神を見た！」に登場。本編ではノースサタン星人と呼称され、オープニングでも殺し屋宇宙人 ノースサタン星人とクレジットされていたので、資料によってはこちらに準じている。
アルファ星人 ニケの女神の命を狙う、宇宙の殺し屋。等身大時と巨大化時では姿が異なり、巨大化するとその名のとおり悪魔のような姿になる。宇宙拳法の達人で、口から猛毒ガスと無数の含み針（巨大化した時は槍）を放射する。紫の煙を出して姿を消す。宇宙金属メタモニウムが好物で、殺しを引き受ける時の依頼品としている。最初は等身大でニケの女神をフェリーの甲板上にて襲うが、MACの北山隊員による妨害で海に落とされ、退散する。その後も、巨大化してアルファ星人の宇宙船を破壊し、地球に取り残されたニケの女神を執拗に狙う。一度はレオを槍まみれにして倒すが、北山隊員と同様の大回転のステップを身につける特訓を経たレオに、ヤリをバク転などの回転技の連続ですべてかわされ、レオパンチで胴体を撃ち抜かれて回転しながら爆発する。
- デザインは木目憲悟（巨大化時）[出典 77]。等身大時は菅野幸光としている書籍もあるが[65]、木目によって大澤哲三によるものとしているものもある[34][1]。
- 資料によっては別名を殺し屋とも記載している[出典 78]。

## アルファ星人 ニケの女神
第21話「北の果てに女神を見た！」に登場。資料によってはα星人と記述している。
地球人をこよなく愛している、心優しい宇宙人。4年ごとに代表者が地球を訪れ、人間の平和を祝福する。ニケの女神は今回の代表者であり、フェリーの甲板上にてノースサタンに襲われたところを北山隊員に救われ、彼に感謝して勝利の女神像のペンダントを渡す。ノースサタンとの戦いで北山が負傷した後には彼に正体を明かし、これ以上の犠牲を出さないよう自らノースサタンのもとに行くが、レオがノースサタンを倒したことにより、救われる。最後は、レオによってアルファ星に帰される。
- 演：麻里とも恵（現：阿川泰子）[67]
  - 歌手に専念する前の阿川が、旧名義で演じている[67]。後年、阿川がインタビューに明かしたところによれば、当時は初めてニューオータニのレギュラーが決まったうえ、鈴木章治と3曲ほど歌う仕事が入ったところに今回の撮影で1週間ロケが重なってしまい、引き受けるかをとても悩んだが、女神役で楽しそうだったうえ、歌は後で歌えるがこういう役はなかなかないと思い、引き受けたという[67]。なお、ロケは忙しかったものの苫小牧フェリーが協賛してくれるなどとても楽しかったうえ、（同じく北海道でのロケだった第19話との）二本立てだったという[67]。

## 兄怪獣 ガロン
第22話「レオ兄弟対怪獣兄弟」に登場。
突如東京102地区に現れた凶暴な怪獣で、ゲンにも名前を知られている。口から火炎（火花・光線）やロケット弾を発射し、マッキー2号を2機、マッキー3号を4機撃墜し、死者3名、負傷者16名というMAC設立以来の大損害を与える。ダンの「レオなら一発で倒せる」との評通り、レオとの戦いでは劣勢に陥るが、リットルの登場で形勢が逆転し、レオの左腕を痛めつけるなど圧倒する。ダンのウルトラ念力で苦しめられ、リットルと共にたまらず地中へ一時逃亡した後、再出現してまだ左腕が不調のレオを追い詰める。しかし、アストラの登場で形勢を逆転され、リットル共々ウルトラダブルフラッシャーで倒される。
- 名前の由来はリットル同様、液体容量の単位から[34]。
- 内山まもるの漫画版ではマグマ星人の配下として登場し、『小学二年生』版と『小学三年生』版のいずれでも人語を喋る。『小学三年生』版では小学生の兄弟に化けておおとりゲンを欺いて殺そうと目論み、戦いが不利になると小学生の姿に戻って命乞いをする、自分たちの挟撃に苦しむレオを嘲笑するなど、卑怯かつ悪辣な戦法でレオを苦しめるが、アストラの加勢で倒された。
- デザインは大澤哲三[34]。リットルとは頭部で差別化が図られており、身体前面の円模様もリットルに比べて控えめである[34]。
- 着ぐるみは新規造形。その後、『恐竜大戦争アイゼンボーグ』に登場するブラックマリアに改造された[68][34]。

### その他の作品に登場するガロン
- 映画『ウルトラマンZOFFY ウルトラの戦士VS大怪獣軍団』および『新世紀ウルトラマン伝説』にも登場。どちらも映像は本作品からの流用。
- 『ウルトラゾーン』第17話のアイキャッチでは、リットルと共に空中ブランコに乗っている姿が描かれている[69]。

## 弟怪獣 リットル
第22話「レオ兄弟対怪獣兄弟」に登場。
ガロンの弟で、レオに苦戦するガロンのピンチに駆けつける。ガロンとは異なり頭部に一本角がなく、より短気で好戦的。口からロケット弾を吐く。ガロンとは息の合った連携を発揮し、レオを苦しめる。ダンのウルトラ念力で苦しめられて一時逃亡し、再出現してレオを追い詰めるが、アストラの登場で形勢を逆転される。ツープラトンのドロップキックを放つなどして戦うが、最後はガロン共々ウルトラダブルフラッシャーで倒される。
- デザインは大澤哲三[34]。
- 着ぐるみはアンタレスの改造[出典 87]。デザイン画ではアンタレスにあった身体両側の円の意匠はオミットされていたが、鉛筆でその上から円が書き込まれており、造形においてもくっきり塗り分けられている[34]。
- 名前の由来はガロン同様、体積の単位から[34]。

### その他の作品に登場するリットル
- 映画『ウルトラマンZOFFY ウルトラの戦士VS大怪獣軍団』にも登場。映像は本作品からの流用。
- 映画『大怪獣バトル ウルトラ銀河伝説 THE MOVIE』では、百体怪獣ベリュドラの首を構成する怪獣の1体となっている[30]。
- 『ウルトラゾーン』第17話のアイキャッチでは、ガロンと共に空中ブランコに乗っている姿が描かれている[69]。

## 虹怪獣 レンボラー
第23話「ベッドから落ちたいたずら星人」に登場。
コロ星人のペットで、ボディーガードも務め、その尻尾によってコントロールされている怪獣。虹が大好物で、食べるとパワーが100倍になる。コロ星の武術を心得ており、空中2回転ジャンプなる身軽な技も披露する。設定ではマッハ32で飛行する。コントロールされている間はおとなしいが、子供のいたずらでコロ星人の尻尾が引き抜かれたため、コントロールが切れて暴走する。その状態のままレオとボクシングで対決し、レオのパンチを受けて口から泡を噴いて失神する。目覚めた後、レオと再戦中にコロ星人の尻尾が再び生えたことからコントロールが戻り、レオに平謝りしてコロ星人と共に宇宙へ帰っていった。
- デザインは木目憲悟[出典 90]。デザイン画では細身であったが、実際の造型では太めになっている[66][34]。
- 漫画『酩酊!怪獣酒場』では、怪獣酒場の客として登場する。世界チャンピオンに挑戦する寸前まで登りつめたボクサーだったが、トレーナーのコロ星人を馬鹿にされたことで暴行を働いたため、世論を敵に回して転落した。

## 快人 コロ星人
第23話「ベッドから落ちたいたずら星人」に登場。
地球より2,000年は進んでいるコロ星の住人。音楽が大好きで陽気かつ悪戯好き。本人によると嘘はつかない。宇宙食110番（ドーナツ）が好物。見た目は小柄な人間の子供だが、実は成人で子供が43人、孫が64人、曾孫が14人もいるという。
宇宙ベッドで宇宙を移動していたが、地球の音楽に夢中になってベッドから落ち、地球を訪れる。自分を助けてくれたトオルたちリトルMAC隊を喜ばせるため、レンボラーを地球に呼ぶ。尻尾でレンボラーを操れるが、これは切れるとその能力を失い、20時間で回復する。ただし、逆立ちをすると少しだけ回復が早くなるらしい。最後はレンボラーと共にコロ星へ帰っていった。
- 声：高橋和枝
- 演：増田康好

## ロボット怪獣 ガメロット
第24話「美しいおとめ座の少女」に登場。
サーリン星ロボット警備隊の一員であったが、反乱を仲間とともに起こしたことでサーリン星の支配者となり、「逃亡したサーリン星人ドドルとその孫娘カロリンを探し、連れ戻せ」という警備隊の命令を受け、地球に現れる。機械的な音声で勧告するが、ゲンとダンがドドルとカロリンを逃がそうとしていることを察知し、即座に破壊活動を開始する。最大の武器は、胸部と背面上部についた計13個の紅いドーム状の球体から発射するメタルレーザーで、基本的には前部7つの球体から発射した光線を結合し、1本にして発射する。特殊金属で覆われた機体はあらゆる衝撃を吸収するほか、頭と手足をボディーに格納した飛行形態で恒星間飛行を果たし、飛行形態のままでも体当たりや破壊光線といった戦闘をこなす。また、関節部のスプリングが強くジャンプも可能である。
その能力を利用し、強烈なパンチでレオを一撃でダウンさせ、ジャンプを織り交ぜたストンピングなどで圧倒するが、腰部にある機械部分にカロリンの体当たりによる自爆攻撃を受け、弱体化する。怒りに燃えるレオに形勢を逆転されて左腕をもぎ取られ、飛び去ろうとしたところにもぎ取られた左腕を足に投げつけられて墜落し、弱りきったところに弱点である顔をレオキックで頭部ごと刎ねられ、倒れて爆散する。
- デザインは大澤哲三[13][34]。造形では胸と背面に付いた丸いパーツは眼と同様に赤色に変更され、腹部のメカ部分もデザインよりもやや大きめとなっている[34]。
- 爆発用のミニチュアも別に制作された[34]。
- 映画『大怪獣バトル ウルトラ銀河伝説 THE MOVIE』では、ベリュドラの右腕を構成する怪獣の1体となっている[30]。

## サーリン星人ドドル
第24話「美しいおとめ座の少女」に登場。
乙女座で一番美しかった星、サーリン星の高名な科学者。サーリン星の人々のためにロボットを開発するが、そのロボットが突如、自我に目覚めて反乱を起こす。この反乱によってサーリン星の人々はドドルを除いて皆殺しにされ、サーリン星は乙女座で一番醜く汚れきった星になる。ドドルを殺さなかったのは、ロボットたちの生みの親である彼を整備士として手元に置き、利用するためである。孫娘のカロリンと共に地球へ逃亡するが、追手のガメロットによって宇宙船を破壊されて不時着し、大怪我を負ったところをゲンの手当てで意識を回復し、親交を結ぶ。最後は、カロリンの眠る地球に亡命する。
- 演：天本英世
- カロリンの回想に登場するサーリン星人の本来の姿は、ノースサタン（等身大）とバイブ星人（等身大）、ケットル星人（等身大）の着ぐるみを使用し[74]、シルエット処理で表現されている。
- 資料によってはドドル博士と記述している[46]。

## アンドロイド少女 カロリン
第24話「美しいおとめ座の少女」に登場。
ドドルの孫娘。正体はドドルの作ったアンドロイドであり、ロボット形態に変身すると手首がロケットエンジンのような形状と化し、これを使って飛行もできるようになる。ドドルの治療を頼みに向かった病院の看護婦に冷淡な返答であしらわれ、門前払いされて地球人に不信感を抱くが、ドドルの手当てをしたゲンには好意を寄せるようになり、彼がレオであることを見抜く。ガメロットに苦戦するレオを見てロボット形態に変身し、ガメロットの腹部に体当たりによる自爆攻撃を仕掛け、レオに勝機を与える。最後は、ゲン、ダン、ドドルによる木製の墓標のもとへ、丁重に葬られる。
- 演：松岡まり子[75]

## 宇宙昆虫 サタンビートル
第25話「かぶと虫は宇宙の侵略者！」に登場。
母星を超兵器の実験目標にされたクリーン星人が、復讐のために連れてきた巨大な惑星ビートルの宇宙昆虫。硬い頑丈な表皮に覆われており、口からは毒ガスを放射し、脇腹に備えられた6つの穴からは強力なロケット弾を放つ。マッハ8で飛ぶ。地球防衛委員会の宇宙ステーションV9を破壊したうえ、宇宙ステーションAから出動したロケット戦闘機部隊も全滅させて東京に来襲する。ロケット弾による空爆後はレオと交戦し、一時は優位に立つが、最後はレオキックを受けて爆発した。
- デザインは大澤哲三[39][34]。劇中で地球の少年に飼っていたカブトムシが転生した姿と信じ込ませるくだりがあるため、ストレートにカブトムシを怪獣化した趣のデザインとなっている[34]。
- 初期段階では「キングビートル」という名前だった。関連書籍『心にウルトラマンレオ』には、「『ジャンボーグA』に同名の怪獣がいたため変更になったと思われる」との考察がある[77]。
- それほど著名な怪獣ではなかったが、モチーフがカブトムシということもあって子供からの人気は高いらしく、ソフビのウルトラ怪獣シリーズでも常に定番ラインナップ入りしていた。このこともあり、後述の『大怪獣バトル ULTRA MONSTERS』ではプレイヤーキャラクターとして使用可能になった。ソフビも彩色がリニューアルされて発売され、スタッフもゲーム公式ページの談話にてサタンビートルのソフビは売り上げがいいと語っている[要文献特定詳細情報]。
- 『ウルトラ怪獣攻げき技大図鑑』では、ロケット砲の弾は「幻塵弾」と名付けられた。

### 『大怪獣バトル ULTRA MONSTERS』に登場するサタンビートル
『大怪獣バトル ULTRA MONSTERS』第5話「密林の黒い悪魔」に登場。
森の中を歩いていた主人公とピグモンの前に出現。バトルナイザーの怪獣に倒され、さらに3匹出現するもバトルナイザーの怪獣に倒される。
ステータスはバランスが良く、ディフェンスとスピードが高い反面パワーが低い。必殺技は「ロケット砲連射」、「毒ガス攻撃」、「ビートルチャージ」。また、『NEO』第7弾より、同じ昆虫型怪獣であるアントラーとのタッグ必殺技「Wインセクトアタック」が追加された。

### 『ウルトラマンZ』に登場するサタンビートル
『ウルトラマンZ』第24話「滅亡への遊戯」に登場。厳密には名前だけが登場するが、後述のデストルドスのパーツを担っているため、ここに記述する。
作中世界では惑星ビートルについては触れられておらず、地球上の某所にて休眠中であり、ストレイジの監視下に置かれている怪獣の1体として名前が登場。セレブロが憑依したナカシマヨウコが操縦するウルトロイドゼロに吸収され、同機から変貌するデストルドスのパーツにされてしまう（サタンビートルの腕が左肩背面部分に出現している）。

#### 『セブンガーファイト』に登場するサタンビートル
『セブンガーファイト』第10話「獅子の瞳が輝く時！」に登場。
スフラン島に生息する個体が登場。アクマニヤ、オニオン、ボーズ、ケットルと共に、セブンガーに襲いかかる。駆けつけたウルトラマンレオのレオキックによって倒される。

### その他の作品に登場するサタンビートル
- 映画『新世紀2003ウルトラマン伝説 THE KING'S JUBILEE』では、ウルトラマンキングの誕生日を怪獣たちと共に祝福する。
- 『大怪獣ラッシュ ウルトラフロンティア』のショートムービー「KING JOE Hunting」では、キングジョーと交戦するラッシュハンターズが本来ハンティングするはずだったプラズマ怪獣として、名前のみが登場している。
- 『ウルトラゾーン』第11話のアイキャッチでは、不良学生に囲まれている最中、アントラーに角で持ち上げられている姿が描かれている。

## 幻想宇宙人 クリーン星人
第25話「かぶと虫は宇宙の侵略者！」に登場。
母星を地球人のCS137ロケット弾の実験場にされたため、その報復としてサタンビートルを引き連れて襲来した宇宙人。環境汚染に嫌悪感を抱く地球人の少年の夢の中に現れ、クリーン星が自然にあふれた美しい星であり、怪獣サタンビートルを少年の飼っていたペットのカブトムシの転生であると信じ込ませようとする。少年の夢以外には登場しない。
- 演：花房徹
- デザインは不詳[34][注釈 16]。造形ではブーツが黒くなっている[34]。

## 怪獣人 プレッシャー
第26話「日本名作民話シリーズ！ ウルトラマンキング対魔法使い」に登場。
神出鬼没、宇宙の魔法使いと呼ばれ、念力や手にした万能杖からの光線で他者や物体の動きを止めたり、瞬間移動を駆使したりと、不思議な術を使う宇宙人。顔は能面のような形状で、杖からは破壊光線や噴煙、火炎のほか、後述の縮小光線を発射できる。
最初は人間大で哲夫母子の家を襲うが、MACに妨害されて撤退した後は巨大化して暴れ、駆けつけたレオを縮小光線で人間大に縮小したうえ、杖から出した風船にレオを閉じ込め、一寸法師サイズまで縮小する。その後、街で暴れていたところをMACとレオに攻撃されたうえ、現れたウルトラマンキングによってレオを元の大きさに戻される。キングからレオに授けられたウルトラマントを変形させたレオブレラで腹部を貫かれて硬直し、最後はレオのシューティングビームとキングのキングフラッシャーの連撃で倒される。
- デザインは大澤哲三[13][83]。

## 鬼怪獣 オニオン
第27話「強いぞ！ 桃太郎！」に登場。
果物に溢れた惑星アップルに住んでいた怪獣。外見は、日本の民話に登場する青鬼に酷似している。果物が好物でリンゴを食べ漁っていたが、惑星アップルの人々が番人としていたニワトリに追い払われ、果物いっぱいの秋の地球に逃げ込んできた。金棒が武器で、口からは強烈なタマネギの匂いがする催涙ガスを放射する。MACの麻酔弾で動きが鈍り、MACのヘリコプターが運んできた桃を本物と思って食べようとするが、桃の中に潜んでいた少年・桃太郎の爆弾付きの矢で左目を潰される。その後、虎柄のパンツの紐も切られ、パンツがずれ落ちるのを気にしながらレオと戦う羽目になる。最後はレオブレスレットで角を切断され、チェンジィングビームで全身を巨大なリンゴの木に変えられる。角は老人の神経痛の薬になるため、戦利品として桃太郎やMACによって荷台に乗せられ、運ばれる。
- デザインは大澤哲三[34]。
- 映画『大怪獣バトル ウルトラ銀河伝説 THE MOVIE』では、ベリュドラの胴体を構成する怪獣の1体となっている[30]。

### 『セブンガーファイト』に登場するオニオン
『セブンガーファイト』第10話「獅子の瞳が輝く時！」に登場。
スフラン島に生息する個体が登場。アクマニヤ、ケットル、ボーズ、サタンビートルと共に、セブンガーに襲いかかる。武器は巨大金棒。駆けつけたウルトラマンレオとセブンガーによって倒される。

## 惑星アップルのニワトリ
第27話「強いぞ！ 桃太郎！」に登場。書籍によっては、宇宙ニワトリと記述される。
惑星アップルの住人がリンゴの木を守ろうと森に放した、何羽もの巨大なニワトリ。リンゴを奪いに来たオニオンを追い回し、ついには追い払った。この一件により、オニオンはニワトリが苦手になった。
- 撮影には本物のニワトリ（白色レグホン種）が複数使われた。

## 海棲人 パラダイ星人
第28話「帰ってきたひげ船長！」に登場。
地球侵略の意図のない宇宙人。基本的に温厚で平和的だが、子供が一部の地球人に殺されそうになったのを見て激怒し、地球人を悪魔と決めつけて抹殺しようとする独善的な部分を併せ持つ。緑色の髪を生やし、緑色の服を着ている。念動力やテレポート能力、物体を転送する能力を持つ。能面越しに話しかける女王によって統制されている。2人が合体することにより、キングパラダイになる。
2人が自分たちの子供を連れ、海底調査のために地球を訪れて海底に基地を持つ。子供を漁師の子供たちから助けたひげ船長を基地に招待し、食事を振る舞う。吸った者を老化させて未来にタイムスリップさせるパイプを、絶対に吸ってはいけない条件付きでひげ船長に渡す。
- 女王の声：江川菜子（ノンクレジット）[86][33]
- 出演（パラダイ星人の子供）：神谷信弘

### 星獣 キングパラダイ
第28話「帰ってきたひげ船長！」に登場。
パラダイ星人2人が、子供が地球人に殺されそうになったのを見て空中合体した姿。口からは濃い緑色のガス（毒ガス）を放射し、耳からは破壊光線、手からは爪ミサイルを放つ。大きい尻尾も武器である。レオと戦うも苦戦し、球体となって逃亡しようしたところをレオクロスビームで倒される。

## 超能力星人 ウリンガ
第29話「運命の再会！ ダンとアンヌ」に登場。
ウリーの真の姿で、無理をして小さくなっている窮屈さに耐え切れなくなり、変身する。武器は体に生えた鋭い棘（とげ）と耳から発射する緑色の破壊光線、そして目からの無重力光線。これに当たったものを爆破したり浮遊させたりと、己の意思どおり操る超能力をもってレオを相手に善戦するが、超能力を使う直前の隙を突かれ、ウルトラマントでウリーの姿に戻される。
- デザインは大澤哲三[34]。造形では首元と目が赤色に変更され、腹部のトゲも体の両側のみにとどめられた[34]。
- 放送当時に『小学一年生』に連載された一峰大二の漫画版では姿は同じだが、キララがこの姿で登場する。
- 映画『大怪獣バトル ウルトラ銀河伝説 THE MOVIE』では、ベリュドラの胴体を構成する怪獣の1体となっている[30]。
- 書籍『ウルトラの常識・ウルトラセブン・ウルトラマンゼロ篇』p136では、ウルトラマンゼロの幼少期の姿ではないかとする仮説が語られている。また、福井晴敏も同様の説を提唱している[87]。

### ウリー
第29話「運命の再会！ ダンとアンヌ」に登場。
かつてウルトラ警備隊でダンと同僚だったアンヌに似た女性に拾われ、育てられている宇宙人の少年。超能力を封じ込めるために子供の姿をしているが、超能力（念動力）を使って子供たちを吹き飛ばし、ダンと激しい念力合戦を行う。その後、観覧車やジェットコースターを破壊し、ウリンガに変身する。レオとの戦いの後はウリーの姿に戻り、アンヌ似の女性と共にレオによって故郷の宇宙に運ばれて行く。
- 演：清水啓司

## 宇宙鶴 ローラン
第30話「怪獣の恩返し」に登場。
「宇宙一美しい」と言われている怪獣。マグマ星人の求婚を嫌がって地球へ逃れるが、その執拗さに手傷を負わされる。マッキー3号に乗ったゲンに間一髪のところを救われた後、自転車屋のシンジ親子に足に刺された針を抜いてもらい、その恩を返すために星村かな子という人間の女性の姿になって自転車屋に現れ、押しかける形で従業員となる。夜な夜な自分の羽で風車を作り、その風車は「自転車の前部につけるとスピードが出る」と、子供たちの間で人気になる。しかし、その風車を持つ子供が次々とマグマ星人に襲われていることをゲンから知らされ、宇宙へ帰る決心を固める。半ば自分から正体を明かすような形でシンジ親子に別れを告げ、帰途につく直前には再び現れたマグマ星人に襲われるがレオに救われ、シンジ親子に見送られながら宇宙へ帰る。その際、シンジ親子のもとに多くの風車を残していく。
前述のように義理堅く善良な性格であるが、翼から猛毒を含んだ針を無数に放てるなど、かなり高い攻撃力を持つ。また、レオとは旧知の間柄だったらしく、互いに正体を一目で見抜く。
- 出演（星村かな子）：桜井浩子
- デザインは木目憲悟[66][34]。デザイン画では美しく優雅な雰囲気であったが、造形では怪獣感のあるワニのような面相となった[34]。
  - 桜井は監督の満田かずほから「鶴の恩返しのような可憐でかわいそうな役」と説明されていたが、実際のローランは前述のような姿であったため、憤慨したという[88]。
- 自転車屋のシンジを演じた黒部進は、桜井と『ウルトラマン』でハヤタ隊員とフジ隊員として共演した間柄である。これにちなみ、2008年の映画『大決戦!超ウルトラ8兄弟』では、2人が演じるパラレルワールドのハヤタ夫妻（フジ・アキコは改姓してハヤタ・アキコ）が自転車屋を営んでいるという設定になっている。
- 『ウルトラ怪獣擬人化計画 ギャラクシー☆デイズ』では、マグマ星人の持つ写真と回想シーンのみの登場。マグマ星人とは友人関係のようだが、恋愛感情をもたれており心細くなったマグマ星人からメールが100件ほど送られてくるなど、少々困らされている模様。

## 昆虫星人 バーミン星人
第31話「地球を守る白い花」に登場。
宇宙で最も植物の種類が多いバーミン星からきた、バーミン星原産の赤い毒花を操る宇宙人。「汚れた東京を花で美しくし、勉強に疲れた子供たちに眠りを」と称するが、本当の目的は地球侵略。老人・花咲か爺さんに化けて善人を装い、子供たちの目前で枯れた樹木に花を咲かせて人気を獲得し、強烈な催眠効果のある毒花をばらまいて匂いを嗅いだ子供たちを、次々と死んだような昏睡状態にさせる。武器は頭部にある触角から発射する緑色の破壊光線。また、手から植物の種をガス状（特殊ガス・毒ガス）にして放射する。この種は触角からの特殊光線で急激に成長し、相手を絡め取る武器にもなる。白い花の精に助言されたカオルとMACに正体を見破られて巨大化するが、最後はウルトラマントで両手からのガスを封じられ、タイマーショットで倒される。
- 出演（人間体）：仲谷昇
- デザインは大澤哲三[34]。昆虫のようなディテールでまとめられ、足のトゲはサタンビートルに酷似した処理となっている[34]。
- 放送当時には「昆虫星人バーミン」とテロップされていた。書籍『ウルトラマン大辞典』ではこちらに準じている[55]。

## 白い花の精
第31話「地球を守る白い花」に登場。英字表記はTHE WHITE FLOWERS FAIRY。
カオルが道端で見つけた白い花の精。東京の汚れた空気で弱っていたが、カオルの世話で回復する。その後、カオルの夢の中に現れる。バーミン星人が倒された後、手にしたじょうろで東京中に花を咲かせ、その花の香りで子供たちは眠り病から目を覚ます。
- 演：杉田かおる
- 資料によっては、名称を花の精と記載している[22][42]。

## 月光怪獣 キララ
第32話「さようならかぐや姫」に登場。
見た目は怪獣だが、月族の一員で人間の言葉を話せる。十五夜に月族の王女弥生を迎えに来る。キララによると、弥生の命を狙う反逆勢力との15年間もの戦いにようやく勝利し、地球に避難させていた弥生を迎えに来たという。半年ほど前から弥生にテレパシーを送っていたが真意が届かず、弥生を守ろうとするレオやMACと戦うことになる。腹部からの発光（目くらまし光）で天変地異を起こしたり、怒ると頭部の火山が噴火して白いガスを出したり、口から火花を放射したりする。体を丸めた回転攻撃も繰り出す。ウルトラマントで攻撃を封じられ、月が見えなくなって弱まるが、弥生が自らの運命を受け入れたため、戦闘を中断して弥生と共に月へ帰っていった。
- 声：渡部猛（ノンクレジット）[出典 130]
- デザインは大澤哲三[13][34]。デザインモチーフは月面のクレーター[34]。デザイン画では球体が展開し、内側のマグマが露出して怪獣の姿になるというギミックであったが、造形では露出した内側のディテールがオミットされ、ボディ中央の黄色い円の意匠や胸の配色にその名残りがとどめられ、普通の怪獣のフォルムで造形された[34]。
- 放送当時に『小学一年生』に連載された一峰大二の漫画版では、ウリンガの姿で登場している。

### 月星人 弥生（かぐや姫）
第32話「さようならかぐや姫」に登場。
月の中心に住む月族の王女。15年前、反逆勢力から身を守るために赤子のまま地球に避難させられ、竹藪で保護された。城南スポーツセンターの会員で、抜群の運動神経をゲンに認められる。当初、本人に月族である自覚はなく月からの迎えを頑なに拒絶するが、レオとキララの戦いを経て月への帰還を決意する。キララの光線で胸の三日月状のペンダントが壊されると、地球人としての意識はなくなり、月族として月に帰還した。
- 演：小野ひずる
- かぐや姫が去っていく際のゲンは瞳を潤ませているように見えるが、後年に真夏竜が明かしたところによれば、本話の撮影当時には体温40度の高熱を出しており、それで朦朧としていただけではないかという[91]。

## 宇宙悪霊 アクマニヤ星人
第33話「レオ兄弟対宇宙悪霊星人」に登場。
巨大な目玉の姿で地球に飛来して団地一帯に取り付き、壁から青い手が出るなどのポルターガイスト現象を発生させる。その騒音が周辺住人に騒がれたことで、ダンと共に駆けつけたゲンによって正体を現されたことに怒り、目玉の姿で団地を無差別攻撃した後、レオとの戦闘中に怪獣形態へ変身する。
折られた角を再生する能力を持ち、口からは火炎と毒ガスを吐く。巨大な目玉から赤い光線を放ってレオを苦しめるが、レオキックで角を折られ、それを目玉に突き刺される。さらには、もぎ取られた両腕をも意思を持ったかのように遠隔操作し、背後からレオの首を絞めて窮地に追い込む。しかし、アストラがレオの援護に現れると、ウルトラダブルフラッシャーで隕石に戻され、アストラによって宇宙へ運ばれる。
- デザインは木目憲悟[34]。造形では緑ベースの全身に変更された[34]。

### 怪奇隕石 アクマニヤ
第33話「レオ兄弟対宇宙悪霊星人」に登場。
宇宙の悪霊が棲むという、一つ目の謎の隕石。アクマニヤ星人の仮の姿であり、目玉からロケット弾を撃つ。
- 悪霊の声：丸山詠二（ノンクレジット）[33]

### 『ウルトラマンギンガ 劇場スペシャル ウルトラ怪獣☆ヒーロー大乱戦!』に登場するアクマニヤ星人（SDI）
映画『ウルトラマンギンガ 劇場スペシャル ウルトラ怪獣☆ヒーロー大乱戦!』に登場。
ウルトライブシミュレーションで千草がライブする。健太のライブしたガンQ（SDI）との協力プレーで美鈴がライブしているモチロン（SDI）を翻弄するも、美鈴を助けるためにヒカルがライブしたゴモラ（SDI）には為す術もなく、敗退する。
- 着ぐるみは円谷プロダクションイベント事業部のアトラクション用のもの[92]。
- 『スパークドールズ劇場』では、ネット版第5回に登場。視力が落ちて近くのものが見え辛くなってきたため、いい眼鏡屋を紹介するようレギュラー陣に頼む。

### アクマニヤ星人ムエルテ（SD）
『ウルトラマンギンガS』第11話「ガンQの涙」に登場。
チブル星人エクセラー（SD）が人間を自身の手駒とする実験のために派遣した、エージェントの1人。「宇宙最強の某」を自称するが、作戦には適当な部分が多い。性格は同僚のガッツ星人ボルスト（SD）と180度異なり、エクセラーの恫喝には何も言い返せないほど腰が低く、後述の吉田やサトルのような目下の存在には非常に傲慢な態度を取るという、典型的な「上には弱く、下には強い」タイプであり、「セニョール」などのスペイン語を時折口にするのが特徴。今作では人間態への変身能力も披露しており、その際には黒ずくめの服に眼帯といった風貌になるが、手はそのまま緑色。また、腹部には星人本来の単眼が隠されている。一人称は「俺」または「俺様」で、上司のエクセラーから「君」付けで呼ばれている。
気弱で冴えないサラリーマン・吉田をターゲットに定め、日頃のストレスを破壊の力に転用させようと彼をガンQ（SD）にモンスライブさせるが、目論見が外れてガンQ（SD）は人間大サイズにしかならなかったうえ、ムエルテの真の姿を目の当たりにしたガンQ（SD）こと吉田に逃亡されたため、エクセラーから大目玉を喰らってしまう。
必死の捜索の末、雫が丘に住む少年・サトルと親交を深めていたガンQ（SD）を発見した際、自分がエクセラーに叱責されたことで2人に八つ当たりしつつサトルを人質に取ったうえ、彼が上手に乗りこなせるよう2人で練習していた自転車を破壊しようとすることで吉田の感情を爆発させ、何とかガンQ（SD）の巨大化に成功する。そこに現れたウルトラマンギンガを倒そうと自身も巨大化するが、即座にウルトラマンビクトリーの不意打ちに遭い、激昂する。アクマニヤ念力で戦う意思のないガンQ（SD）を強制的にコントロールし、ギンガとビクトリーを窮地に陥れるが、サトルの言葉を受けたガンQ（SD）がコントロールを振り切ったことにより、形勢は逆転する。一気に1対3という圧倒的不利な状況に陥り、最後はビクトリーのシェパードンセイバーフラッシュとウルトラマンギンガストリウムのM87光線の前に敗れ去る。
- 演：植木紀世彦
- スーツアクター：新井宏幸
- 第11話の脚本を担当した中野貴雄は、マカロニ・ウェスタンの悪役をイメージしてムエルテを陽気で馬鹿っぽい悪者と設定している[96]。
- 第11話の監督を担当した田口清隆は、ムエルテの衣装を『レオ』繋がりでブラック指令をイメージしたものにしている[96]。手袋は『レオ』第33話のポルターガイスト現象で現れる手をモチーフとしている[97]。

### 『ウルトラマンX』に登場するアクマニヤ星人
『ウルトラマンX』第9話「われら星雲！」に登場。
チーム星雲と暗黒星団とのラグビー対決のレフリーを務める。劇中では一切台詞がないが、ババルウ星人の味方であるため、彼らがルール違反をしているにもかかわらず、注意せずに見て見ぬ振りをするなど八百長行為を許す不正な審判をしている。試合後の消息は不明。
- スーツアクター：稲庭渉
- 書籍では名称を宇宙悪霊アクマニヤ星人レフリーと記述している[100][101]。

### 『セブンガーファイト』に登場するアクマニヤ
『セブンガーファイト』第10話「獅子の瞳が輝く時！」に登場。
スフラン島に生息する個体が登場。ケットル、オニオン、ボーズ、サタンビートルを率い、セブンガーに襲い掛かかる。駆けつけたウルトラマンレオのレオキックを受け、倒される。

### その他の作品に登場するアクマニヤ星人
- 雑誌連載『ウルトラマンメビウス外伝 アーマードダークネス』では、エンペラ星人の鎧「アーマードダークネス」を狙う宇宙人軍団の1人として登場。ウルトラ兄弟に襲いかかる。
- 映画『大怪獣バトル ウルトラ銀河伝説 THE MOVIE』では、百体怪獣ベリュドラの左腕を構成する怪獣の1体となっている[30]。
- ゲーム『怪獣バスターズ』シリーズでは、アクマニヤが小型怪獣として鉄の惑星「イメル」と火の惑星「アペヌイ」に登場。また、イメルと怪獣墓場には、トゲや紫の体色、麻痺能力と重力光線を持つオリジナルの亜種「アクマニヤニードル」も登場する。
- アーケードゲーム『TANK!TANK!TANK!』に期間限定で実装された「怪獣バスターズPOWEREDモード」では、雑魚敵として多数のアクマニヤが登場。また、撃破すると大爆発を起こす棘付き・赤い体色の物も登場する。
- 『ウルトラマンフェスティバル2013』ライブステージ第2部では、ゴルザ、ゾイガー、アリンドウ、モチロンと共に登場し、ギンガと戦う。

## 二面凶悪怪獣 アシュラン
第34話「ウルトラ兄弟永遠の誓い」に登場。
体の前に赤い顔、後に青い顔を持つという、二面の凶悪な宇宙怪獣。その姿は怪獣というよりも怪人に近く、後述の通り知能も高い。得意技は双方の口から放つ高熱火炎と目から放つ光線。
セブンに変身できなくなったダンにセブンガーを届けようと地球へ向かうウルトラマンジャックを無人の惑星で襲撃して手傷を負わせ、光線で特殊な鉄マスクを装着させ、ジャックが郷秀樹の姿になっても言葉を話せないようにした。その後、自身も地球に現れて破壊活動を始めるが、郷から怪獣ボールを渡されたダンの手で起動したセブンガーの猛攻に圧倒され、さらにはダンと郷とゲンのウルトラマン3人がその場に居合わせていたことに驚き、一時退却する。郷のマスクをウルトラ念力で破壊したダンはレオだけではアシュランを倒せないと判断し、郷の回復を待って攻撃するつもりでいたが、レオたちが姿を現さないことをチャンスと捉えたアシュランはMACの東京支部を夜襲し、命令を無視して参戦したレオと交戦する。ジャックも負傷をおして参戦した結果、月食を利用したレオとジャックが共に繰り出したクロスアタックで倒される。
- デザイン画では前面のみが黄色い体色で描かれていたが、赤とブルーという書き込み通りに造形され、頭髪も黒に変更された[34]。
- 書籍『全怪獣怪人 上巻』では、死者を操る能力を持つと記載している[22]。
- 小学館コロタン文庫『ウルトラマン全百科』の「ウルトラマンレオ名勝負」の項目や、二見書房『ウルトラマン・ブック6 ウルトラマンレオ』の「3 二面怪獣アシュラン」などの書籍ではこの回の写真としてレオ、セブン、ジャックの三者がポーズをとっているシーンが掲載されているが、これは上記のアシュランの想像したイメージ映像である。

## 怪獣ボール セブンガー
第34話「ウルトラ兄弟永遠の誓い」に登場。
セブンに変身できなくなったダンのため、郷秀樹（ジャック）がウルトラの星から持ってきた怪獣ボールから現れるロボット。鈍重な容姿からは想像できない高い戦闘能力と機動力、堅牢な装甲を持つが、1分間しか活動できず、しかも50時間は休まなければ再起動できないという致命的な弱点があるため、劇中では1回しか使用されていない。ジャックとレオの2人がかりでなければ対抗できないほど強いアシュランを格闘戦で圧倒するも時間切れとなり、あと少し（劇中のナレーションによれば「あと10秒」）でアシュランを倒せるところで煙のように消えてしまった。
- デザインは大澤哲三[34]。
- 「怪獣ボールから現れるロボット」という設定は、『レオ』の番組強化策に際して「『セブン』でダンがカプセル怪獣を使っていたことに倣い、『レオ』にもカプセル怪獣を出しては」という青年ファンたち（後年、竹内博が主催することとなる特撮研究団体「怪獣倶楽部」の面々）の発案を採用したプロデューサーの熊谷健によるものである[104]。
- 『ウルトラ怪獣全百科』では、「ボール怪獣」とも解説されている[105]。また、同書には、「カプセル怪獣の変形」という一文もある。
- 劇中未使用だが、『ウルトラマンオフィシャルデータファイル』[要文献特定詳細情報]の解説では冷凍ビーム、レーザー光線、火炎放射器など7つの装備していると記述されている。
- 書籍『心にウルトラマンレオ』では、「強力すぎるがゆえに敵に奪われて悪用された場合を想定して時間制限をもうけたのでは？」と考察されている[106]。
- 映画『大怪獣バトル ウルトラ銀河伝説 THE MOVIE』では、監督を務めた坂本浩一が『レオ』のファンであることから、当初はダンのカプセル怪獣3体と共に登場する案があったとBDのオーディオコメンタリーで語られている。
- 劇中にはないレオ、セブンガー、アシュランが同時に映っているスチール写真が存在する[107][108]。
- 『ウルトラマンZ』の放送に合わせてYouTubeで公開された「ウルトラマンゼット&ゼロ ボイスドラマ」の第4回では、ウルトラマンゼロが初代セブンガーを紹介しているが、「俺の師匠ウルトラマンレオが怪獣ボールを使って呼び出す」と誤った説明をしていた（上記の通りセブンガーを使えるのはその名の通りウルトラセブンだけである）。ゼットからは「なーんかヘンな顔ッスねー」、ゼロも「見た目はともかく、結構高い戦闘力を持ってるんだぜ」と言われている。その後、第22回では宇宙警備隊採用試験の筆記問題として名前が登場し、試験に挑んだゼットはゼロの説明を参考に「レオ」と解答したが、自己採点で解答の間違いに気づき、そのショックを引きずることとなった（試験自体は通過していた）。

### 特空機1号 セブンガー

#### 『ウルトラマンZ』に登場するセブンガー
『ウルトラマンZ』に登場。正式名称は対怪獣特殊空挺機甲1号機 セブンガー。形式番号は「SC-1」。
地球防衛軍日本支部特殊空挺機甲隊ストレイジが10年前に宇宙から落下してきた冬眠状態の怪獣兵器グルジオライデンから採取したオーバーテクノロジーを元に研究し、最初に開発して初めて実用化した特空機の1号機で、世界初の対怪獣ロボット。『レオ』の登場個体と異なり、胸部の搭乗ハッチから乗り込み、首付近にあるコクピットにパイロットとして同隊のナカシマヨウコまたはナツカワハルキが搭乗して操縦する方式となっている。ヨウコが搭乗した場合は古流柔術のように八の字に立ち、上段に突き手、中段に引き手を構える。ハルキが搭乗した場合は空手のようにレの字立ちで拳を握り、横に突き手、縦に引き手を構える。イナバコジローが搭乗した場合は両手を上げた力こぶのポーズのまま突進している。全身の装甲は高強度な超硬質合金S型で製作されている。実用行動時間（活動時間）は3分間で、これは本体の1分間稼働可能なバッテリーパックを3本背面中央に差し込み、1分ごとにバッテリーパックを排出することによって実現しているが、瓦礫撤去作業や輸送の警護などの戦闘以外の平時の作業で稼働する際は外部の電柱から有線による電力の供給も可能となっている。また、作戦現場まで移動する際は円筒形の飛行用のブースターを背面に装備することにより、実用行動時間に関係なく飛行できる。戦闘時は怪力を生かした格闘戦を得意とし、第3話からはハルキの考案で拳（肘から少し下部分）を右腕からロケット噴射で発射する硬芯鉄拳弾（）が新規搭載され、ギガスを粉砕した。そのほか、口の射出装置からは必要に応じて電界放出弾などの各種実弾を発射できる。
初陣でナメゴンの討伐に成功して以降、地球にゼットが飛来する以前から、数多くの怪獣と対戦し、5年に渡りストレイジの主力として運用され続けてきたが、戦闘による老朽化や戦力不足、新たに開発された後継の3号機、キングジョー ストレイジカスタムの完成と本格稼働に伴って席を譲る形で実戦配備を解かれ、退役する。その後は広報部の管轄となり、特空機のPR活動用として地球防衛博物館に収められていたが、常に出撃可能な状態に整備が続けられており、バロッサ星人（三代目）襲撃の折には前線に緊急現役復帰し、ヨウコが搭乗する。ベリアロクを構えてキングジョーSCのレッグキャリアーに乗り、敵をすれ違いざまに横一文字に切り裂く波乗りスペシャルスラッシュでバロッサ星人を撃退する。さらに、デストルドスとの最終決戦ではコジローが搭乗し、右腕をドリル超硬芯回転鉄拳に換装してヨウコの救出に尽力する。
第4話ではコジローがセブンガーのダクトカバーで焼き芋を作ったのを見たオオタユカが、ウインダムの充電にネロンガのツノを使うことにつながった。
- スーツアクター：梶川賢司[出典 155]
- イメージソースは『鉄人28号』の鉄人28号、『パシフィック・リム』のチェルノ・アルファ[出典 156]。監督の田口は、ウインダムとの性能差のイメージとして、内蔵バッテリーのウインダムに対し、セブンガーはねじ巻き式であると明かしている[119]。
- デザインは竹内純が担当[127]。全体のスタイルや表情は『レオ』の登場個体に沿っているが、装甲の端々や関節部分はメカとしてのディテールと硬質感が加えられ[111]、手の指もデザインでは原典のようにお団子のようなものだったが、5本指に変更となった[128]。表情も、戦闘開始時には一時的に精悍な目つきに変わるという特徴がある。新しく地球人によって造られたロボットという設定のため、新品のようなデザインが描かれたが、戦うイメージが欲しいという要望から、完コピしてトレースした原典のシワの部分は装甲の継ぎ目という解釈でディテールや戦いの傷跡や亀裂などの戦うイメージでリデザインし、原典の写真を参考に原典と同様の場所に亀裂や傷を入れている[出典 157]。追加ディテールはリアルすぎず、洗練され過ぎていないということから、泥臭い感じのディテールを入れ、口元のグリルはジープのようなイメージで、ルーパーを奥に描き込んでいる[128]。目は剥き出しになったガラスでは弱いことから、ヘッドライトガードのような細かい格子状の保護パーツを付けていたが外すこととなり、まつ毛のようなパーツはその名残である[128]。硬芯鉄拳弾の断面や超硬芯回転鉄拳、腹部の丸いパーツの中はデザインでは描かれていない[128]。バッテリーパックの排出イメージも別に描かれている[126]。
- 後述の経緯からリメイクするものとなったが、着ぐるみがアトラクション用を含めて現存していなかったため、新造することとなった[124]。スーツは上半身、下半身、両手足の6ピース構成となっている[110][111]。原典のようにウレタンではなく硬い素材で仕上げているため、上半身と下半身を繋げて一体型であると動けなくなることから、セパレートタイプとなった[129]。デザイン画では膨大な量のひび割れがあったが、造形に取り込むとボロボロに見えてしまうため、汚し塗装で実在感を出すイメージで造っている[129][126]。原典のくびれがない寸胴の体や垂れ目は変えず、機械としてのかっちりしたパーツ感などを意識している[129]。腹部の丸いパーツは原典ではラメが入ったザラッとした質感の表面だったが、質感の違う金属らしさが欲しいという監督の田口の要望を受け、ツルッとしたイメージで仕上げている[129]。基本的にロボット怪獣の多くは表面はツルッと仕上げているが、本作品のセブンガーにはカットしたウレタンにラテックスを付け、その表面を何回か叩く処理を繰り返すことで粒々状にしている[129]。アクターの頭上に頭部が位置することから覗き穴は設けられていないが、首周りのスリットやシャッター部分の内側に紗幕が貼られ、胸部正面1対の台形部分などに複数の覗き穴が設けられており、比較的広範囲が見渡せるようになっている[110][111]。アコーディオン構造の手足の関節の蛇腹はスムーズに大きく曲げ伸ばしが可能であり[出典 158]、関節の位置は梶川の関節に合わせて変更しているほか、関節のジャバラ部分の大きさなども彼の要望で変更している[119]。ノズル部分は焼けたチタンをイメージしており、デザイン画では茶色く汚されていたが、火薬を使うことから、金属の焼け表現としてクリアブルーとクリアオレンジを吹いて塗装表現を施している[111][129]。実際にバッテリーパックは脱着が可能[110][111]。顎下のパネルラインはデザイン画にはなく、造形で追加されたものである[110][129]。本来の瞳は円形にレーザーカットした黒いアクリル板が接着していることから取り外せず、現場で制作された×目パーツや取り外しが可能な瞼パーツを角度を変えて取り付けることにより、表情に変化を加えている[出典 159]。レンズには自動車のヘッドライトを意識してオリジナルにはないモールドを施しているが、これがないと光源が点になり、必要以上にメカメカしく見えてしまい、ある程度均質でありつつ光源の存在を感じられ、面で光っても味気ないため、その中間を狙っている[129]。目の電飾はキャップになっている目のシリンダーの後端で操作される[111]。目の上の庇の部分は細いため、折れにくい心を入れて硬い布で挟み、アクション時に曲がったり折れたりせず、芯が折れても脱落しないように工夫している[129]。足裏は原典では踵に染みのような汚れが少し付いていたことから、それをディテールとして追加している[129]。硬芯鉄拳弾は手首があらかじめ外れる構造で、手袋タイプとは別に握り拳用のパーツが作られ、発射後は胴体内にアクターの右腕を引き込み、ダミーの腕を通してノズルに対応するモールドを施したキャップを断面に被せ、表現している[出典 160]。背中の飛行ユニットは脱着可能で、鉄芯が入っているため、火薬を現場で着地時に仕込む際に再固定や取り外しがしやすくなっている[出典 161]。超硬芯回転鉄拳は新規造形で、3Dプリンターで出力したドリルに持ち手を付け、本体のイメージに合わせたディテールを追加して制作しており、アクターが内部に渡された木製のグリップを掴んで把持している[出典 162]。
- 原典のセブンガー同様、両手を上げて力こぶのポーズをしている[119]。梶川は、人間が動く時の無駄な予備動作を無意識にするのをやらないようにしたり、倒れる際に手を突いて受け身をとらずに直立したまま倒れたり、物が当たってもリアクションを取ったりしないなど、人の柔らかさを出さないようにしている[119]。
- メイン監督の田口清隆によれば、スーツが現存して使える味方ロボットはウインダムぐらいであったが、それではインパクトがないため、『ゴジラvsスペースゴジラ』のモゲラのようなインパクトがあり、現代にウケる可愛らしさのあるセブンガーを考えた。セブンガーの登場をプレゼンした際に周囲は引き気味な反応であったが、田口は近年はノーバやペガッサ星人ペガ、ブースカなどの可愛らしいキャラクターがウケていたため、女性の怪獣ファンも増加していることから、そのようなキャラクターがウケる土壌があり、かわいい路線が求められていると感じたことから、セブンガーも人気が出ると確信していたと述べていたほか、結果としてソフビの売れ行きが好調となるなど自身の理論は正しかったと述べている[出典 163]。キングジョーやメカゴモラなどカッコイイメカとする案も挙がっていたが、田口は最初から強くてはウルトラマンが不要になってしまうと考え、最初は弱いところからキングジョーへ向けて段階的に恐ろしい兵器として強化していくことを主張したという[出典 164]。
- レギュラーセットに作りこまれたコクピットのセットは、あえて狭く設計されており、ロボットのアクションに対して煙や火花などの効果との絶妙なシンクロなど、細かな演技でアクションを見せている[118]。
- 46年ぶりのテレビシリーズ登場に容姿や活躍が相まって、第1話放送後にはTwitterで「セブンガー」がトレンド入りを果たしたほか、店頭に並んでいた人形が初週に品切れになったことが報じられている[出典 165]。

#### 『セブンガーファイト』に登場するセブンガー
『セブンガーファイト』に登場。
第1 - 5,8,9話はナツカワハルキが、第10話はヨウコが搭乗した。エレキング戦ではイナバコジローが開発したアサルトライフル型兵器特空機支援火器40ミリ汎用機関砲、スフラン島の怪獣軍団戦ではナイフ型武器20式銃剣2型を武器として使用している。
- スーツアクター：梶川賢司[119]

### 宇宙セブンガー
『セブンガーファイト』第6話、第7話に登場。
ブルトンを解析してワープ航法を得たことで宇宙での活動が可能となったうえ、キングジョーのデータが反映されたことで出力が大幅に向上し、複座型に改造されたことで搭乗人数も2名となっている。また、高性能バッテリーによる活動時間も延びている。
ナカシマヨウコとオオタユカが搭乗してのワープ実験の結果、失敗によって怪獣惑星に迷い込む。特空機専用巨大警棒20式多用途電磁警棒を使用して怪獣たちと交戦するが、ジャグラスジャグラーやウルトラマンゼット ベータスマッシュの応援を受けて倒し、ゼットによって地球に送り届けられる。
- スーツアクター：梶川賢司[136]
- スーツに追加された酸素ケーブルは飛び人形にも付いていたが、劇中で外すシーンがあったため、ゼットに抱えられるシーンの撮影では外している[137]。

#### 『ウルトラマントリガー NEW GENERATION TIGA』に登場する宇宙セブンガー
『ウルトラマントリガー NEW GENERATION TIGA』第7話「インター・ユニバース」に登場。
追加装備の動力パイプや姿勢制御スラスターのほか、ドリルから超硬芯回転鉄拳に換装された右腕が特徴。
キングジョーSCを強奪して逃亡したバロッサ星人（四代目）を、ナカシマヨウコが単独で搭乗してウルトラマンゼット デルタライズクロー（ナツカワハルキ）と共に宇宙空間まで追跡するが、バロッサ星人（四代目）が怪獣化させたブルトンの四次元空間に引きずり込まれそうになったところをゼットにバリアで庇われ、自分だけが『Z』の世界に取り残される形で助かる。
- スーツアクター：梶川賢司[140]

### キングジョーセブンガー

#### 『ウルトラソフビワールド』に登場するキングジョーセブンガー
『ウルトラソフビワールド』第2話「セブンガーの夢」より登場。
小学1年生のハルトが描いた絵を元に、ソフビ人形たちがソフビ人形セブンガーをキングジョーのような金色のカラーに塗り替えた姿。硬芯鉄拳弾を装備しており、第5話では拳を無くしてしまったがウルトラの父が見つけている。

### その他の作品に登場するセブンガー
- 内山まもるによる漫画版『ウルトラマンレオ』（『ザ・ウルトラマン』第3巻に収録[142]）では、ドラマ本編の第34話に相当するエピソードに加え、終盤の対ババルウ星人戦にも登場。擬人化混じりのコミカルな描写を交えながら、ババルウ星人の本拠地を強襲して多勢を相手に奮戦するが、レオ兄弟やウルトラ兄弟が駆けつける前に破壊される。その後に修復されたかは不明。劇中、ダンからは「カプセル怪獣」としか呼ばれない。
- 『ウルトラゾーン』第16話のアイキャッチでは、銭湯で先頭に立って子供たちに体を洗われている姿が描かれている[69]。
- 漫画『ウルトラマン超闘士激伝』のおまけ漫画では、ウルトラマンゼロとウルトラセブンの親子パーティーに自分だけ呼ばれなかったうえ、セブンからは「セブンダー」と名前を間違えて呼ばれた挙句、「影が薄いのは後発の作品で優遇されるオレじゃなくて、ウルトラマンジャックの一味だと思われているからだ」と弁明されていた。
- 萌え擬人化企画「ウルトラ怪獣擬人化計画」にて擬人化されている。デザインは富岡二郎[143]。
- 『大怪獣バトル』のEX第6弾に技カードとして登場。スキルは「一分間の猛攻」。
- 『ウルトラマン ニュージェネレーション スターズ』（2024年版）第18話では、ユカがセブンガーにウインダムやキングジョーSCの機能を盛り込んだ強化機体パーフェクトセブンガー (SEVENGER STORAGE CUSTOM ENHANCED Ver.++) の構想図が登場する[144]。

## わんぱく怪獣 タイショー
第35話「おいらは怪獣大将だ！」に登場。
突如宇宙から降ってきた怪獣の子供。飛び出たような目とアンテナ状の触角と突起のある赤い体が特徴。
故郷の星に所在する怪獣小学校の4年生だったが、学校を怠けて遊んでいた罰として父によって不思議な壺の中に閉じ込められ、宇宙へ飛ばされた。その後は地球に落下し、「怪獣君」とあだ名される「ガキ大将」の宮坂君に拾われ、勉強を手伝うことを条件に壺から出してもらう。体のいぼはレーダーらしい。壺にある緑のダイヤルを回すと壺から出られ、赤のダイヤルを回すと壺の中に戻れる。勉強は苦手だが力には自信がある。しばしば壺の中で失禁し、その小便は壺の外に染み出て宮坂君を困らせる。体の大きさを自由に変化させる能力を持ち、勉強嫌いな宮坂君と共謀して学校を破壊したうえ、張り手でマッキーを撃墜するが、やはりレオには手も足も出ず、一旦は壺に退却する。宮坂君と友達の怪獣ごっこに駆り出されたところをMACに見つかり、銭湯の煙突に追い詰められ、危機感からホームシックにかかる。最後は、ウルトラマンレオに助けを求め、レオによって故郷の星へ送り帰された。
- 声：白石冬美
- スーツアクター（等身大）：山村哲夫[33]
- デザインは大澤哲三[34]。デザイン画では団子鼻であったが、造形ではオミットされ、軽い起伏で表現されている[34]。
- 映画『大怪獣バトル ウルトラ銀河伝説 THE MOVIE』では、ベリュドラの胴体を構成する怪獣の1体となっている[30]。

## 変身怪人 アトランタ星人
第36話「飛べ！ レオ兄弟 宇宙基地を救え！」に登場。
卑劣さと狡猾さで有名なアトランタ星の宇宙人。仲間意識に乏しく、平気で裏切る冷酷さを兼ね備えている。あらゆる機能を停止させるという機能停止光線でジェット機でも船でも自分のコントロール下に置くほか、変身能力も兼ね備える。
3年前にアトランタ星で行方不明になっていた宇宙飛行士内田三郎に変身し、地球に襲来する。同じ宇宙人であるゲンには正体を見抜かれるが、公言したら彼とダンの正体を明かすと脅し、内田が高倉司令長官の娘・あや子の婚約者であることを利用してMACに入隊する。ゲンを陥れてMACウランの輸送を引き受け、それを用いてMACステーションの破壊を目論むが、ダンがウルトラ念力で一時的にあや子を危篤状態にして病院へ向かわざるを得なくさせ、ゲンの追跡で作戦を成功できない情勢になったことから正体を現し、巨大化する。ダンの操縦するMACウランを積載したマッキー2号を捕獲してMACステーションへの衝突を目論むが、そこへアストラが登場したことにより、失敗する。最後はレオのウルトラマントによって地球に落下し、レオとアストラのウルトラダブルフラッシャーで倒される。
- 出演（内田三郎）：五代勝也
- デザインは大澤哲三[34]。デザイン画では胸が短く頭身が低い子供のような体型で描かれた[34]。背面も別途で描かれている[34]。

### その他の作品に登場するアトランタ星人
- 映画『ウルトラマン怪獣大決戦』では、冒頭に回想シーンで登場する。
- 『てれびくん』版『ウルトラマンメビウス外伝 超銀河大戦』では、メビウスを誘い出して罠に架けようと目論むヒッポリト星人の作戦に協力する。カーン星人と共にレオと80に化け、メビウスが偽者と気付かずに助けようとしてエネルギーを消耗したところで正体を現して倒そうとするが、駆けつけたメロスのアンドロレーザーN75で倒される。
- 『大怪獣バトル』のNEO第5弾では、技カードとして登場する。スキルは「機能停止光線」で、効果は「ずっとあいてがウルトラフィニッシュをうたなくなる」。

## 異次元獣 スペクター
第37話「怪奇！ 悪魔のすむ鏡」に登場。
全身がガラス状の皮膚で覆われた怪獣。マザラス星人の指示を受け、鏡の世界でゲンを砂の中に生き埋めにする。それと同時に鏡の世界から抜け出し、作中世界でも暴れる。両手から青い霧（ガス・毒ガス）とロケット弾（ミサイル）を放ち、頭部から破壊光線を撃つ。最後はレオのハンドスライサーを受け、鏡のように爆散する。
- テロップでは「怪獣スペクター」と表記された。
- デザイン画ではテクスチャー表現の指示書きとして「光り物」というのがあり、割れた鏡のような全身となった[34]。

## 鬼女 マザラス星人
第37話「怪奇！ 悪魔のすむ鏡」に登場。
鏡の世界に住む宇宙人。過去に愛娘を亡くしており、その悲しみを埋めるためか、しばしば人間の子供を鏡の世界に拉致する。ダンは以前からその名と活動を知っていた。そんな折、カオルに亡娘の面影を感じ、鏡の世界へ誘い込む。カオルの亡母と瓜二つの顔であることから、母と思い込んだカオルは誘惑されるが、スペクターを使って攻撃されたため、偽者と看破して拒絶する。絶望の末に般若のような素顔を晒すと手鏡で光を操り、スペクターに指示を送る。カオルを奪われまいと薙刀を振るってレオに挑むが、レオがウルトラマントで作った作中世界に通じる鏡に拒絶され、消滅した。
- 出演（人間体・声）：原知佐子[33]
- 薙刀は、『ウルトラ怪獣攻げき技大図鑑』で鏡幻刀と命名された。
- 漫画『ウルトラマン超闘士激伝新章』では、暗殺闘士スペクターは彼女に師事していた。鍛えられた者を針一本で倒す喜びも教わっていた。
- 『ウルトラ怪獣散歩』第4シーズン第5話（通算第41話）「皇帝の鳥取降臨」では、カメラマンがマザラス星人と同じ般若の仮面を被っていたほか、舞台が鳥取砂丘だったことから、メフィラス星人によってレオとこの土地で戦ったことが語られた。

## 暗黒星人 ババルウ星人
第39話「レオ兄弟 ウルトラ兄弟 勝利の時」に登場。
別名「暗黒宇宙の支配者」。以前からウルトラの星を狙っていた宇宙人で、過去にウルトラ兄弟とも戦ったことがあり、巨悪として恐れられていた。しかし、ウルトラマンキングには小物扱いされており、正体が露見した後はあわてて退散している。
高い変身能力に優れ、ウルトラマンレオの弟であるアストラを襲って北極星の氷塊の中に閉じ込めた後はアストラに化けてウルトラの星に侵入すると、ウルトラの星のエネルギーと運行を制御しているウルトラキーを盗み出し、地球に暴走させたウルトラの星を激突させようと暗躍する。レオとウルトラ兄弟の同志討ちを図るその変身能力には、ウルトラ兄弟はおろかレオさえも気付けなかった。
格闘技術にも優れており、左腕には鎖分銅（チェーン、鎖分銅のチェーン）、右腕にはカッター（隠し刀）を得意武器として戦う。鎖分銅は巨大化し、ウルトラキーが格納された第2ウルトラタワーを引き倒すほどの力がある。
ウルトラの星での戦いではアストラの姿のままウルトラ兄弟を退けて地球へ逃げ去り、そこでキングに洗礼光線を浴びせられて正体を暴かれたために逃亡し、等身大になって身を隠しながらウルトラの星と地球を衝突まで数分というところまで追い詰めるが、レオ兄弟のウルトラダブルスパークによってウルトラキーを復元されると、計画を遂行するためにも巨大化する。ウルトラキーをウルトラの星に運ぼうとするレオ兄弟との戦闘では、隙を突かれて本物のアストラにウルトラキーを持ち去られたため、完全に計画は失敗する。最後はレオを鎖分銅とカッターで苦しめるものの、逆にカッターを利用されて鎖を切られたうえ、レオキックを胸のランプに受けて絶命する。
- 声：清川元夢[152]
- 当時の裏設定では、レオ兄弟への復讐のためにブラック指令に地球侵略を依頼したとされている[153]。
- 胸部のランプは後に「パイルオーガン」と呼ばれる装置で「宇宙空間のマイナスエネルギーやダークパワーを吸収する装置」と設定された[注釈 37]。
- 声優は男性だが、裏設定では女性とされている[155]。
- デザインは大澤哲三[13][156]。着ぐるみは第30話に登場したマグマ星人の改造で[157]、デザイン画でも指示されていた[13][156]。
- 第39話のテロップでは「暗黒星人ババルウ」と表記されており、劇中でもゾフィー、エース、ナレーションには「ババルウ」と呼称された。現在では「ババルウ星人」が公式の名称とされている。
- 内山まもるの漫画版『ウルトラマンレオ』（てんとう虫コミックス『ザ・ウルトラマン』第3巻に収録[158]）では、『小学三年生』掲載分にてテレビ版とほぼ同じ展開を経て、『小学二年生』掲載分にてテレビ版の登場個体の弟がウルトラマンAに化けてレオ兄弟を誘い出し、死亡したと思われていたレオ兄弟の両親を母船で人質に取ってレオ兄弟にウルトラの星の破壊を命じると、ブラック司令官と共に地球へ侵攻する。しかし、最終決戦では太陽エネルギーを得て回復していたレオの両親に母船から脱出され、その際の爆発で飛び散った破片が身体に突き刺さり、死亡する。失策による最期の姿は、ブラック司令官に憤慨を経て唾棄された。

### にせアストラ
第38話「決闘！レオ兄弟対ウルトラ兄弟」、第39話「レオ兄弟 ウルトラ兄弟 勝利の時」に登場。資料によってはニセ・アストラと表記している。
ウルトラの星に侵入したババルウ星人がアストラに擬態した姿。擬態能力は実兄のレオにすら見破れないほど完璧であるが、キングの洗礼光線を浴びて正体を現す。
外見や声質は本物のアストラと同一だが、ウルトラキーを盗んで構えた際には不気味な笑い声を上げている。
- 声：丸山純二[152]
- スーツは本物のアストラと同一。

## ブラック指令
第40話 - 第51話に登場。
円盤生物の地球襲来と同時に現れた、黒ずくめの謎の怪人物。その正体は、悪魔の惑星ブラックスターから地球侵略とレオ暗殺のためにやってきた宇宙人である。
ステッキと鋭い宇宙刀を武器とし、手に持つ水晶玉でブラックスターから次々と円盤生物を呼び寄せてコントロールし、侵略の手駒として操る。序盤こそシルバーブルーメにMACを壊滅させ、ゲンの同僚や仲間を殺害させるなど着実に侵略を進めていくが、レオによって次々と円盤生物を倒されていくにつれ、侵略はレオとの私闘の様相を帯びていく。やがて、終盤にはたび重なる敗北に業を煮やしてブラックエンドを呼び寄せ、レオに決戦を挑む。ブラックエンドがレオに押されて劣勢となると、その場にいたトオルを人質に取ってレオを追い詰めるが、トオルに不意を突かれて噛みつかれたうえ、美山あゆみをはじめとする子供たちによる反撃に遭って袋叩きにされた末、水晶玉を奪われてしまう。最後は、レオがその水晶玉を巨大化させてブラックエンドに向けて投げつけ、水晶玉が破壊されると同時にブラック指令も泡となって消滅する。
- 出演：大林丈史
  - 大林は、かつてスタントを務めた『木枯し紋次郎』を意識して帽子を三度笠、マントを道中合羽、ステッキを長楊枝に見立てた工夫を取り入れている[160]。また、ブラック指令を印象づけた水晶玉について「空洞の江戸吹きガラスに水を入れたものだった」と答えている。大事そうに指で押さえるような持ち方をしているが、これは空洞のガラスから水が漏れないように押さえていたためだという[161]。
- 日本語としては誤用だが、「ブラック司令」でなく「ブラック指令」が正式な表記。
- 内山まもるによる漫画版『ウルトラマンレオ』（てんとう虫コミックス『ザ・ウルトラマン』第3巻に収録[162]）では、ブラック司令官の名で登場してババルウ星人と結託し、シルバーブルーメにMACを壊滅させる[注釈 38]。終盤には円盤生物群を引き連れて地球へ侵攻し、待ち受けていたレオやウルトラ4兄弟（ゾフィー、初代マン、新マン、A）を相手に巨大化して対決する。最後は、円盤生物群を倒されて形勢不利と見るや逃亡を図ったもののアストラに阻まれ、レオの放ったセブンの形見のアイスラッガーで倒される。
- 当時の裏設定では、マグマ星人やババルウ星人とつながりがあったとされており、『心にウルトラマンレオ』によれば、侵略者としての地位はマグマ星人よりも上で、復讐に燃えるババルウ星人の依頼によって地球に向かったとされている[163]。

## ブラックスター
第40話 - 第51話に登場。英字表記はBLACK STAR。
地球から1千万キロメートル離れた宇宙空間に存在する悪魔の惑星。ブラック指令から水晶玉を通して指令を受け、地球侵略やレオ抹殺のための円盤生物を次々に送り込む。地表は岩石で覆われ、荒涼としている。なお、円盤生物にはブラックスター周辺の宇宙のゴミ捨て場「ダストゾーン」に住む宇宙生物がブラック指令によって改造されたものも含まれているとの説もある。
最終話で、ブラックエンドを最後に円盤生物が全滅してブラック指令が絶命した後にブラックスターが地球へ急接近するが、レオのシューティングビームによって爆砕される。
- 後の『ウルトラマンメビウス』では、『レオ』当時に円盤生物は全滅したと思われていたが、新たに登場したロベルガーはブラックスターの破片から生み出されたという事実が、『ザ・ウルトラマンメビウス』で語られた。また、ブラックスターの正体については、『レオ』では不明とされていた[159]が、『メビウス』ではブラックスター自体が巨大な円盤生物であったとも推測されている。
- 書籍『ウルトラマン大辞典』でも、上記と同様にブラックスターが円盤生物であった可能性を言及している[26]。

## 円盤生物 シルバーブルーメ
第40話「MAC全滅！ 円盤は生物だった！」に登場。
ブラック指令がブラックスターから呼び寄せたブラックスター地球侵略1号機。透明なクラゲや風鈴のような外観の円盤形態、体色が白く変化した戦闘形態、人間が手に持てるサイズにまで全身を縮小させた硬質の皿のような外観のエネルギー充填形態を持つ。武器は下部から最大150メートルまで伸びる海藻のように平たく長い無数の触手に、黄色いガスと溶解液。なお、ダストゾーンの宇宙塵を主食とするほか、触手はちぎられても再生する。
体を縮小した円盤形態で、松木隊員の誕生日パーティーを行っている最中のMACステーションに急接近し、レーダーに捕捉されてから数秒でステーションを襲撃する。ゲンは飲み込まれる寸前にレオに変身して脱出したものの、他の隊員たちはマッキー2号・3号で脱出を試みる最中に基地ごと呑み込まれて全員が殉職し、モロボシ・ダンもゲンに脱出を命じて消息が途絶する。地球へ侵攻した後、戦闘形態に変形して街を破壊したことにより、当日にデパートを買い物で訪れていたゲンの恋人の百子、友人かつ弟分の野村猛、そしてトオルの妹カオルら3人を含む多数の人々がビルの倒壊に巻き込まれ死亡した。一旦、エネルギー充填のために小型化して街中に紛れ込んだ後、トオルのクラスメイトの少年3人組によって学校へ持ち込まれ、調査のために担任教師へ預けられる。その夜、担任教師が性質を調べようとガスバーナーで熱したため、黄色いガスで彼を足止めして溶解液で止めを刺し、逃亡する。
翌日、大嵐の中で再び巨大化して学校を襲い始める。レオとの戦いでは、避難が終わっていない数人の児童を気遣うレオを思うように戦えない状況に追い込むが、児童たちが全員避難した後は形勢を逆転され、体内から溶けたMACステーションとマッキー2号・3号を引きずり出された後、スパーク光線を浴びせられて頭頂部から火花を吹きながら爆散した。
- シルバーブルーメの襲撃に巻き込まれ、生死が判明しないまま姿を消したダンは、後年の『ウルトラマンメビウス』でのウルトラの母に助けられて回復したという設定に基づき、その後のテレビシリーズおよび劇場版で再登場する。
- 『メビウス』第34話の劇中では、先述のMAC全滅の件が語られるシーンがある。なお、同作品の助監督を務めていた越知靖が2024年9月2日に自身のX（旧：Twitter）にて明かしたところによれば、同作品の第22話については当初はレッサーボガールではなくシルバーブルーメを登場させる予定だったという[166][注釈 43]。
- ビデオ版の特典「ウルトラマンレオの獅子奮迅！」（本編を再編集した番外編）にも登場。MACは事前にレーダーで捕捉してマッキーで迎撃するものの、その圧倒的な攻撃力で包囲網を突破されるという経緯が語られる。また、MACのアジアステーション以外のステーションは、相次ぐ侵略で失われていたという経緯も語られている。
- ゲン役の真夏竜も、シルバーブルーメによるレギュラー陣のほぼ全滅からCM明けにゲンとトオルが新生活を始めるまでの中間の描写が台本にはまったくなかったため、トオル役の新井つねひろと「カオルたちのことは、僕たちの心の中でずっと思っていよう」との会話を交わしたことを、後年のインタビューにて明かしている[168]。
- MACを短時間で全滅させた経緯から、後年の『ウルトラマンオーブ』本放送時には円谷プロによる説明で「これほど完膚なきまでに防衛チームを全滅させた怪獣は、他にはいません」とまで断言されている[169]。

## 円盤生物 ブラックドーム
第41話「悪魔の惑星から円盤生物が来た！」に登場。
ブラックスターから来たブラックスター地球侵略2号機。宇宙カニを改造して造られた。武器は口から放出する何でも溶かすペプシン酸の溶解泡と、あらゆるものを切断する右手の大きなハサミ。
円盤形態で地球へ侵入し、トオルたちの鏡の光に反応して街へ飛来すると、戦闘形態に変身して破壊活動を行いながら、人々に溶解泡を浴びせて重傷を負わせる。その後、エネルギーが尽きて全身が小さくなったエネルギー充填形態に変身して交通事故を起こしたところを新種の化石と思われ、研究材料として城南大学の生物研究室へ運ばれる。エネルギー充填後は再び戦闘形態に変身してレオと戦い、溶解泡で苦しめるが、ハイスピンで吹き飛ばされる。最後はスパーク光線で開けられた穴から泡が漏れて動けなくなったところにレオのシューティングビームを浴びせられ炎上、絶命した。
- デザインは大澤哲三が担当[171]。デザインコンセプトは「空を飛ぶカブトガニ」[172]。
- 造形は開米プロが担当[171]。撮影の段階でトゲの一部が欠落しており、トゲが付いた跡がはっきり残っていたため、複製したものを貼りつけて修復された[171]。両目には電球が仕込まれていたが、2021年現在では切れている[171]。幼体の爪と足には針金が仕込まれているため、簡単なポージングが可能[171]。
- 幼体がブラックスターから発進するシーンは特撮班、それ以外は本編班が操演で動かしている[171]。
- ペプシン溶解泡による攻撃は『ウルトラ怪獣攻げき技大図鑑』で「バブルバーン」と名づけられた[要検証 – ノート]。

## 円盤生物 アブソーバ
第42話「レオが危い！ 暗殺者は円盤生物」に登場。
クラゲのような姿をしたブラックスター地球侵略3号機。金星と水星の生物や物質を合成して生み出された。石油が好物で、本体からパイプを伸ばしてコンビナートや油田から石油をすべて吸い取る。長い触手（多目的触手）から火炎弾と4千度の火炎放射、本体の上部にある目から破壊光線（パラライズショック）を放ち、青い有害ガスも吐く。
クラゲ型の円盤形態で地球に侵入し、赤い怪光と共に付近一帯に地震を起こした後、小型化して潜伏したところを少年の英行に保護され、英行が傷ついた動物たちを保護している小屋を中心に巨大化して街を破壊し、出撃した防衛軍も返り討ちにする。英行は他の動物たちと同様にアブソーバを献身的に世話するが、アブソーバも英行の生体エネルギーを吸い取って体力を回復するなど、英行を仮初の宿として利用していたに過ぎなかった。ゲンとトオルに発見された後は小屋に放火して巨大化し、英行に保護されていたスズメを焼き殺したうえ、トオルと英行を人質に取るなど卑劣な手段を使う。レオとの戦いではレオキックを受けても平気だったが、最後は同じ箇所にタイマーショットを受けて墜落、爆散した。
- アブソーバの火炎放射は、『ウルトラ怪獣攻げき技大図鑑』で「コスモファイヤー」と名づけられた[信頼性要検証]。
- 『小学二年生』に掲載されていた内山まもるの漫画版では、ブラック司令官配下の戦闘員としてアブソーバが無数に登場するが、地球の危機を知って駆けつけたウルトラ兄弟によって全滅した。
- コロタン文庫『ウルトラ怪獣全百科』（小学館、1983年1月発売、ISBN 4-09-281030-X、p275）では、「宇宙タコと宇宙イソギンチャクの合成」と説明されている。
- 映画『大怪獣バトル ウルトラ銀河伝説 THE MOVIE』では、百体怪獣ベリュドラの胴体を構成する怪獣の1体となっている[30]。

## 円盤生物 デモス
第43話「挑戦！ 吸血円盤の恐怖」に登場。
ブラックスター地球侵略4号機。タコのような外見を持つ。長い触手で人間に絡みついて吸血するほか、体上部の眼の下にある口からは緑色の溶解液を放射し、人間やビルなどあらゆる対象を一瞬で溶かす。
夜中に突如飛来し、ゲンの居候する美山家の周辺で一夜のうちに近隣の住民を無差別に次々と生き血を吸って殺害。街の各所（公園の砂場、おもちゃ屋、一般家庭の乳児の寝室）に自身の分身体・デモスQを配置し、本体は警察署のごみ箱に潜んで情報を集めた。偶然に居場所を発見した刑事1人を殺害するものの捕らわれ、科学捜査研究所での焼却処分が開始された直後にデモスQと合体し、巨大化してデモスになる。最後はスパーク光線でダメージを受けたところへレオのウルトラショットを浴びせられ、絶命した。
- コロタン文庫『ウルトラ怪獣全百科』（小学館、1983年1月発売、ISBN 4-09-281030-X、p276）では、デモスのことを「吸血宇宙ヒトデ」と説明されている。また「火に弱い」という一文もある。
- 映画『大怪獣バトル ウルトラ銀河伝説 THE MOVIE』では、百体怪獣ベリュドラの胴体を構成する怪獣の1体となっている[30]。

### デモスQ
第43話「挑戦！ 吸血円盤の恐怖」に登場。
レオを降伏に応じさせるための切り札として、デモスが街の要所に仕込む分身体。劇中では美山家周辺に潜伏し、夜中の時間帯に一般市民を襲う。本体である「マスターデモス」が1体、これに操られるデモスQ3体の計4体が存在する。人々の集まるところに潜むが、マスターデモス以外の3体は街中への配置以降の具体的な工作活動が描写されていない。科学捜査研究所で焼却処分が開始された直後に4体が再び融合し、巨大化する。デモスがレオに倒されて炎上すると分離して逃げ出そうとしたものの力尽き、消滅して果てた。

## 円盤生物 ブラックガロン
第44話「地獄から来た流れ星！」に登場。
ブラックスター地球侵略5号機。初の2足歩行型の円盤生物で、カメのような姿が特徴。他の円盤生物と同様、小型円盤と怪獣形態の2つの姿を持つ。最大の武器は吸盤状の両手から放つ火花で、顔と手足をカメのように引っ込めての飛行中にも放てるほか、怪獣形態になることで大幅に爆発力・破壊力が強化される。また、高熱を帯びた皮膚で敵を焼く。奥の手として、レオをも持ち上げることが可能な強力な長い舌を隠し持つが、これは最大の弱点でもある。
隕石に擬態して侵入した夜の公園にてゲンとトオルを襲撃し、熱線でレオの両腕に火傷を負わせて追い詰めるが、ブラック指令の命令を受けて撤退する。その後、小型化して円盤形態となっていたところを、隕石と間違えられて鉱物研究所に運ばれる。トオルに見破られた正体をゲンによって研究所所長に告げられるが、あらゆる外的刺激に耐えてその場を凌ぐ。ゲンが帰った後にはブラック指令の命令を受けて巨大化し、研究所を破壊する。再び駆けつけたレオにシューティングビームで噴射口を撃たれて熱線を封じられ、長い舌を使ってレオを苦しめたが、最後は弱点でもある舌をハンドスライサーで叩き切られてしまい、倒された。
- デザインは大澤哲三[175]。デザイン画では四つ足状態のものも描かれていた[175]。

## 円盤生物 ブリザード
第45話「まぼろしの少女」に登場。
イカに似た外見を持つブラックスター地球侵略6号機。戦闘形態は身体の前後両方に面と腹部にそれぞれ青と赤の噴射口を持っており、青い噴射口からはマイナス100度の冷凍ガス、赤い噴射口からは1千度の高熱火炎を出す。
たび重なる円盤生物の襲来によってブラックスターの研究を進める科学者が現れ始めたため、彼らを抹殺しようとブラック指令がブラックスターから呼び寄せる。地球に侵入した後は湖底に身を潜め、少女・眉子とフランス人形を使って科学者たちを殺害していくが、ゲンに感づかれると眉子と人形を回収して戦闘形態に変身し、青い噴射口を正面にしてレオに戦いを挑む。トオルを戦場から逃がそうとするレオを氷漬けにするが、氷柱で青い噴射口を塞がれると赤い噴射口をレオに向けて高熱火炎で攻撃し、赤い噴射口もウルトラショットでダメージを受けたため、円盤形態となって湖に潜む。最後は湖面を炎上させてレオを近寄れないようにしたものの、ウルトラマントで消火され、空に逃げようとしたところをレオチョップとハンドビームで倒された。
- デザイン画では左右分割して赤と青に塗り分けられており、円盤状態も描かれていた[175]。
- 映画『大怪獣バトル ウルトラ銀河伝説 THE MOVIE』では、ベリュドラの胴体を構成する怪獣の1体となっている[30]。
- 高熱火炎は、『ウルトラ怪獣攻げき技大図鑑』で「烈怒火炎地獄」と名づけられた[要検証 – ノート]。

### 眉子
第45話「まぼろしの少女」に登場。読みは「マユコ」。
ブリザードが地球に飛来した夜、ゲンとトオルの前に現れた謎の少女。その正体はブリザードの分身体で、常に持ち歩いているフランス人形は、人間を数秒で氷漬けにする強力な凍結線を口から発射する機能を持つ。これを使ってブラックスター調査チームの科学者を次々と凍死させ、最後の科学者・仁科博士を殺害したところをゲンとトオルに目撃される。ゲンにフランス人形を叩きつけられると逃走し、仁科邸を警備中の警察官を殺害してブリザードと一体化する。ブリザードがレオに倒された後には、黒焦げになったフランス人形だけが落ちてくる。
劇中ではその正体は謎のままで、ブリザードが倒された後もトオルは眉子がブリザードに洗脳された地球人の少女だったと信じる。
- 出演：池田恭子

## 円盤生物 ハングラー
第46話「戦うレオ兄弟！ 円盤生物の最後！」に登場。
ブラックスター地球侵略7号機。チョウチンアンコウ（アングラーフィッシュ）に似た姿を持つ、四足歩行型であり、鉄を好み、地球上の自動車をすべて食べようとする。巨大な口から強力な炎を吐くほか、真夜中の高速道路で触角を信号のように赤と青に点滅させ、磁力線を用いて発生させた引力で車を飲み込んで食べる。
初期は地中に隠れているが、やがて白昼に手足を体内に引き込んで飛行し交通渋滞の発生する高速道路を襲撃する。触角をゲンが操るアドバルーンによって傷つけられ、一度は撃退された後、今度は市街地で破壊活動を行った。レオとの戦闘では右手を負傷していることに気づき、右手を執拗に攻撃して追い詰めるが、レオへの加勢に現れたアストラのウルトラリダクションで体内から破裂させられ爆散、絶命した。
- デザインは大澤哲三[175]。デザインでは後脚はヒレ状に描かれており、水かきが前脚にあった[175]。また、造形では唇が赤く分厚い形状となり、白眼も赤色に変更された[175]。
- 口からの炎は『ウルトラ怪獣攻げき技大図鑑』で「溶解火炎」と名づけられた[要ページ番号]。
- 『ウルトラマンオーブ』でメイン監督を務めた田口清隆とメインライターを務めた中野貴雄による私案「エピソード10構想」では、第5章（エピソード5-2）に登場[177][注釈 60]。ジャグラスジャグラーを追って地球にやってきたビランキに操られ、中南米のバーレスク海域で船舶や飛行機を襲っていた[177]。

## 円盤生物 ブラックテリナ
第47話「悪魔の星くずを集める少女」に登場。
ブラックスター地球侵略8号機。二枚貝に似た形状の殻の中には脳と眼球が剥き出しになっている。その内部からは6本の触手が伸びており、そのうち4本の先端には白い爪がついている。血の色は青。武器は内部から発射する火花状の光線。顔面への攻撃に弱い。
まず、宇宙からテリナQを地球にばら撒き自分は東京上空2000メートルの空域に静止し、テリナQを拾った人間を操ってゲンを襲わせ、さらにテリナQでゲンの右目を負傷させる。レオと対峙した後も右目を狙い、触手で宙吊りにして地面に叩きつけたり、火花状の光線で攻撃するが、地上へ引きずり降ろされ、拳で内臓を殴り潰されたことで形勢は逆転する。空へ逃げようとしたところにダークシューターを受け、怯んだところを発電所へ投げつけられて感電し、動けなくなったところを内部にレオのエネルギー光球を受けてしまい爆死した。
- デザインは木目憲悟[178][179]。
- 火花状の光線は『ウルトラ怪獣攻げき技大図鑑』で「ファイヤーレイン」と名づけられた[要検証 – ノート]。
- 映画『大怪獣バトル ウルトラ銀河伝説 THE MOVIE』では、ベリュドラの左腕を構成する怪獣の1体となっている[30]。

### テリナQ
第47話「悪魔の星くずを集める少女」に登場。
ブラックテリナの分身体ともいうべき小型円盤生物。外見は桜貝と同様であり、都内へ無数にばら撒かれ桜貝を幸運を呼ぶお守りと信じる少女・マリ子を通して媒介される。テリナQを拾った人間はブラックテリナに寄生されて自己意思がなく、意のままに操られ、テリナQを傷つけようとした人間はテリナQに貼りつかれて出血を伴う傷を負わされる。拾おうとした漁師の両目に張りついて川へ転落させたり、テリナQに名前を刻もうとした女性を殺害してゲンの右目も傷つけるが、テリナQの防御能力は皆無であり、叩きつけられた程度で青色の液体になって溶ける。ゲンの通報によって大半が警察に回収され、ブラックテリナの死後はその能力を失う。
- 当初は本物の桜貝を使う予定だったが、東京近郊では採取不可能だったため、撮影では造形物を製作して使用した[180]。

## 円盤生物 サタンモア
『ウルトラマンレオ』第48話「大怪鳥円盤 日本列島を襲う！」に登場。
ブラックスター地球侵略9号機。怪鳥型の形態を持つ。武器は大きなクチバシ、口から出すミサイル、目から発射する一時的に視力を奪う破壊光線。
レオの抹殺と日本列島の破壊を目的として地球へ侵入した後、九州地区の防衛軍のレーダーに探知されてミサイル攻撃を受けるが、平然と飛行し続ける。その後、防衛軍の最新型誘導ミサイル攻撃すらものともせず、東京へ侵入する。吐き出したリトルモアで人々を襲い、自分は超高層ビル群（新宿住友ビルディング）の破壊に取りかかる。その崩壊しかけたビルを支えるレオの背中を強力なクチバシで攻撃するが、ビル内の人々がすべて避難したことで反撃に転じたレオによってシューティングビームを浴びせられた結果、崩壊したビルに激突してしまい爆死した。
- デザインは木目憲悟によるもので、「怪鳥円盤バードン」と命名されていた[出典 223]。モチーフはコンコルド[178][175]。台本の中にビルに突っ込むというのがあったため、コンコルドを鳥に見立てたという[179]。造形では鋭利な甲冑パーツが丸みを帯びた処理に変更された[175]。

### 怪鳥円盤 リトルモア
第48話「大怪鳥円盤 日本列島を襲う！」に登場。
サタンモアの体内から吐き出される小型の怪鳥円盤。サタンモアが建物を破壊している間、鋭いクチバシで人間に襲いかかる。これでゲンの旧友・和久宏を殺害するが、サタンモアの死後の消息は不明。
- 名称は一部書籍より[27][176]。資料によっては名称を小怪鳥[23]、小型怪鳥[76]、小型怪鳥円盤[25][24]と記述している。

## 円盤生物 ノーバ
第49話「死を呼ぶ赤い暗殺者！」に登場。
テルテル坊主のような姿をしたブラックスター地球侵略10号機。体内には2万本の赤い鎖（毒の糸〈触手〉）があり、武器は口から放射する赤いガスと目から発射する破壊光線、右手の鞭と左手の鎌。また血のような真っ赤な雨を降らせることにより、ウルトラマンレオの目とカラータイマー以外がすべて真っ赤な空間を作り出す能力も持つが、その効果は不明。赤いガスは小型形態でも出せるうえ、それを浴びた人間は精神を蝕まれて凶暴化し、首に赤い鎖のような物体が巻きつけられる。
円盤形態で流れ星に紛れて地球に侵入し、小型化して白いテルテル坊主の姿で公園に潜伏していたところ、大雨を降らせようと思いついた少年トオルによって吊るされる。その後、家族がいないことへの悲しみから虚ろな気持ちになっていたトオルに赤いテルテル坊主の姿で家族の幻を見せながら自分を運ばせ、街中に赤いガスを散布していくが、美山咲子・いずみ母娘の必死の呼びかけでトオルが正気を取り戻すと彼から離れて巨大化し、鎌と触手、ガスなどの攻撃で周囲を大混乱させる。そこに現れたレオとの戦いでは周囲を真っ赤に染め上げるが、最後はレオのシューティングビームとエネルギー光球を喰らい、倒された。
- ノーバのデザインについて美術の大澤哲三は、美術スタッフの木目憲悟によるものであると周囲に述べていたが、木目はこれを否定しており、絵のタッチなどから大澤によるものであると証言している[出典 231]。デザインでは、ノーバの胴体の布が幾重にも重ねられて描かれていた[187]。
- 『ウルトラマン フュージョンファイト!』では、赤いガスが「レッドクレイジーガス」[188]、破壊光線が「ノーバレーザー」[189]とそれぞれ表記されている。

## 円盤生物 星人ブニョ
第50話「レオの命よ！ キングの奇跡！」に登場。
円盤生物に分類されているが、作中では宇宙人とも呼ばれ、ブニョもそう自称する。逆銀河系で生まれた。朴訥（）とした風貌で、言動はおどけているが、本性は狡猾で猟奇的。軟体で歩き方もぎこちなく、地球の重力によって常に体から緑色の体液が漏れている。武器は口から発射する火花状の火炎と緑色の液体のほか、ロープのような長い触手も出す。また、人間態の状態では両耳に宇宙人探査装置を収納しており、自分以外の宇宙人の反応があると両耳からアンテナのような触角が生える。
ブラックスターから志願して地球へ円盤形態で飛来し、ブラック指令の前に現れて地球人に似た人間態に変身する。ブラック指令の「力のない者は不要」との門前払いに対して「力はないが知恵はある」と返答し、人間態で活動を開始する。ゲン=レオであることを宇宙人探査装置によって見破るが、ゲンからも自分が宇宙人であることを見抜かれて襲いかかり、返り討ちに遭って逃亡する。
その後、病院をレオが戦えない場所と見越して美山咲子を人質に取り、テレビやラジオでゲンへのメッセージを送って病院へ誘き出すと、宇宙光線を束ねて造られた宇宙ロープでゲンを捕縛し、ブラック指令のもとへ連行する。ブラック指令に剣で斬りつけられそうになったゲンはレオに変身するが、宇宙ロープの効力によって巨大化できず零下100度の身体処理室で凍らされた後、ブラック指令によって宇宙ノコギリで切り刻まれ、美山家近くにある丘の墓地に遺棄される。
レオの死亡後はブラック指令の命令で巨大化し、町を破壊し始めた。ウルトラマンキングのキングビームで復活したレオとの直接対決では武器や能力でレオを翻弄するが、シューティングビームで触角を破壊されたことから重力に耐えられなくなり、弱体化する。最後はレオキックで頭部を刎ねられ、身体も溶解してしまった。
- 演（人間態）：蟹江敬三
- 劇中では、地球飛来時の円盤形態、飛来直後に変身した人間体[194]、レオの身体を凍らせた後に見せた怪人のような等身大[195]（軟体人間[176]）、巨大時の4つの姿形を見せる。
- デザインは大澤哲三[196][175]。デザイン画では頭部は笠状になっており、追加で描かれたと思われる変更を示す点画通りに、造形では帽子状の頭頂部と顔面に分割された[196]。等身大時の顔は造形物となっている[175]。
- 『大怪獣バトル』では、技カードとして登場。コンボはバキシム。

## 円盤生物 ブラックエンド
第51話「さようならレオ！ 太陽への出発」に登場。
ブラックスター地球侵略12号機にして最強の円盤生物。球体状の体から顔と両足、前に4本、後ろに2本の角、長い尻尾が伸びる。武器は体の前部に伸びた巨大な2本の角と二股のハサミ状の尻尾、口からの高熱火炎放射。それらのほか、角と尻尾を収納して高速で転がる突進攻撃も用いる。手足を体内に引き込んで宇宙空間を飛行する。
地球に侵入して地震や陥没を起こし、レオを誘き出そうとその名を呼ぶがトオルがレオに頼っている様子を見たゲンがあえて変身しなかったため、一旦は撤退。後日、ゲンの姿を確認したブラック指令の掛け声によって出現し、レオと対決する。数多の戦いを経て強くなったレオに背部の角を折られ、その角を口元に投げつけられて火炎攻撃を封じられるなど追い詰められるが、ブラック指令にトオルを人質に取られて抵抗できなくなったレオを絶対絶命の危機に陥れた。だが、レオがウルトラセブンからテレパシーで激励されて立ち上がったことに加え、トオルがブラック指令の腕に噛みついたうえ、美山あゆみや少年たちが不意を突いて飛びかかって水晶玉を奪い取ったことにより、形勢は逆転する。突進攻撃をレオに避けられて地面へ激突し、その衝撃で2本の角を圧し折られてしまう。最後はレオがトオルから受け取った水晶玉を投げつけられ、爆死した。
- デザインは大澤哲三[196][175]。デザイン画ではサイケデリックな配色となっており、角の数も多く、尾の先端はヒレ状になっていた[196][175]。
- 『ウルトラマンメビウス』の第24話では、マケット怪獣ウインダムをファイヤーウインダムへパワーアップするため、ゼットンやパンドンのデータと共にブラックエンドのデータが使われる。
- 高熱火炎放射は『ウルトラ怪獣攻げき技大図鑑』で「デスマグマ」と名づけられた[要検証 – ノート]。
- 映画『大怪獣バトル ウルトラ銀河伝説 THE MOVIE』では、ベリュドラの胴体を構成する怪獣の1体となっている[30]。

## スタッフ
- 怪獣デザイン：大澤哲三、木目憲悟、ほか[注釈 68]
- 着ぐるみ製作：開米プロ、ほか
- スーツアクター：上田克巳（第1話 - 第21話）、河合徹（第22話 - 第39話）[33]